# Městská dráha v Porýní-Porúří

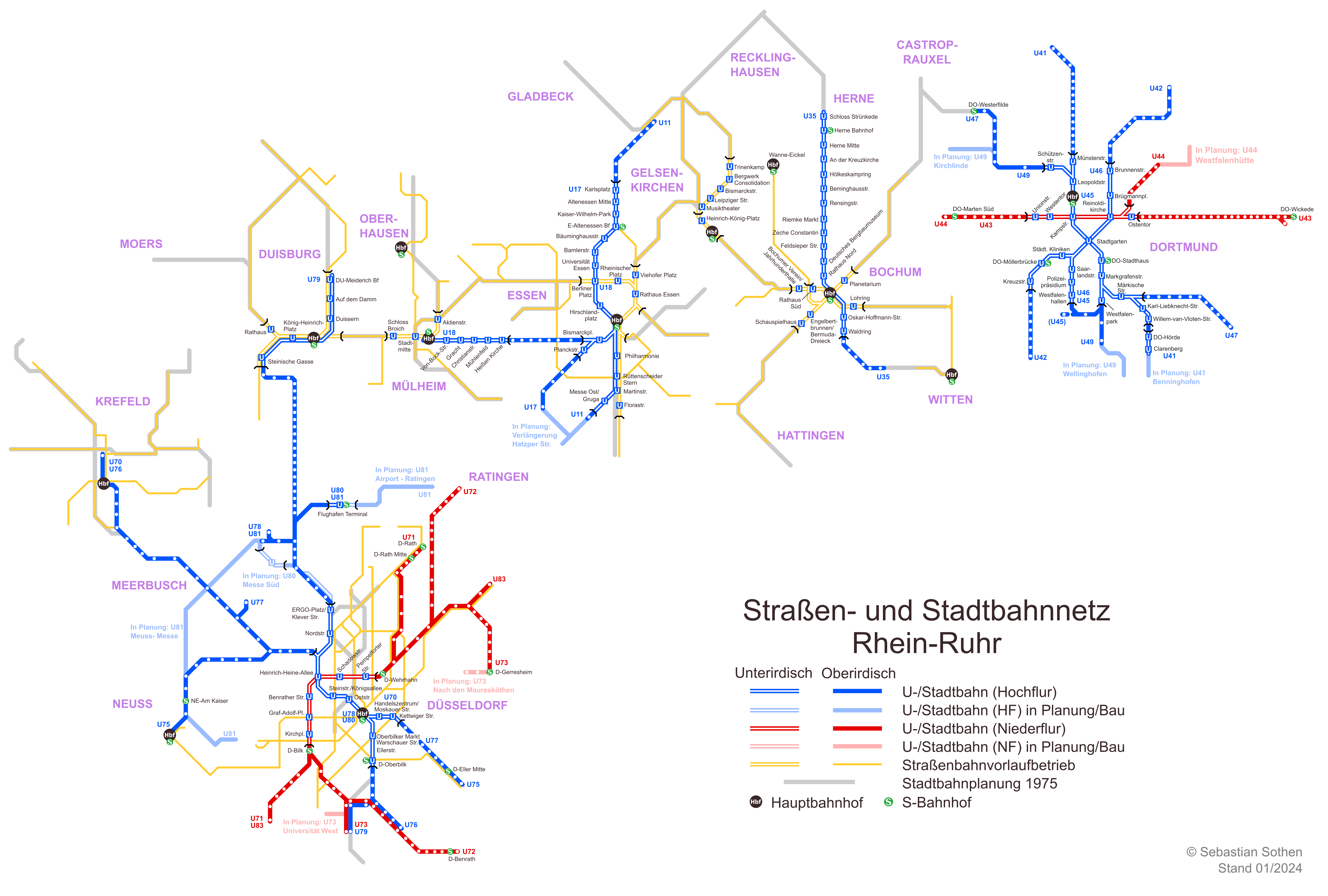
Síť městské dráhy a tramvají v Porýní-Porúří

Městská dráha v Porýní-Porúří je systém kolejové dopravy, který tvoří v německých oblastech Porýní a Porúří základ hromadné dopravy. Pomocí tramvajových, rychlodrážních i podpovrchových tratí je zde propojeno deset měst, které zahrnují například Bochum, Dortmund, Düsseldorf, Duisburg a Essen. Celá síť je integrována do tarifu místního dopravního systému Verkehrsverbundes Rhein-Ruhr (VRR).

## Historie
Na začátku 60. let 20. století došlo v Porýní-Porúří, stejně jako i v jiných metropolitních oblastech, k prudkému nárůstu silniční dopravy. Stávající tramvajové systémy začaly politikům a městským plánovačům překážet, neboť zabíraly mnoho místa v ulicích a bránily tak rozvoji automobilové dopravy. Poprvé se také objevily plány, podle kterých měly být v centrech měst tramvaje přesouvány do podzemí, případně nahrazovány autobusovou dopravou.
Na popud spolkové země Severní Porýní-Vestfálsko založila v roce 1969 města Bochum, Castrop-Rauxel, Dortmund, Duisburg, Essen, Gelsenkirchen, Herne, Mülheim an der Ruhr, Oberhausen, Recklinghausen a Wattenscheid společnost Stadtbahngesellschaft Ruhr. O dva roky později se připojila města Düsseldorf a Hattingen, což zapříčinilo změnu názvu společnosti na Stadtbahngesellschaft Rhein-Ruhr. Na začátku 80. let 20. století se skupina rozšířila ještě o města Recklinghausen a Witten.
První konkrétní plány na výstavbu městské dráhy v Porýní-Porúří počítaly se sítí o délce přibližně 300 kilometrů, která měla postupně nahradit stávající tramvajové systémy. Výstavbu měly financovat především samotné obce. Trasy linek městské dráhy měly vést převážně ve směru sever-jih, zatímco směr východ-západ by připadl vlakům S-Bahnu. Na výstavbě tunelů se měli podílet především bývalí těžaři, které připravil o práci kolaps ocelářského a uhelného průmyslu. Při plánování byly stanoveny následující standardy:
- tratě bez úrovňových křížení, v centrech vedené především v tunelech, na předměstích a mezi městy po povrchu
- nástupiště s nástupní hranou ve výšce 90 cm umožňující bezbariérový nástup do vozidel
- normální rozchod koleje 1435 mm a velké poloměry oblouků umožňující rychlou jízdu

První zprovozněnou stavbou v budoucí síti městské dráhy se stala v roce 1967 podpovrchová stanice Saalbau (nyní Philharmonie) v Essenu. V roce 1974 byl otevřen modelový úsek mezi stanicemi Duisburg Neuer Friedhof a Düsseldorf Wittlaer. Druhý modelový úsek začal sloužit cestujícím v roce 1977 mezi městy Essen a Mülheim. Provoz na těchto úsecích zajišťovala vozidla Stadtbahnwagen B známá z Bonnu a Kolína nad Rýnem. Původně se však počítalo s provozem nově vyvíjených vozidel Stadtbahnwagen A nebo dokonce souprav z berlínského metra. 

Symbol městské dráhy
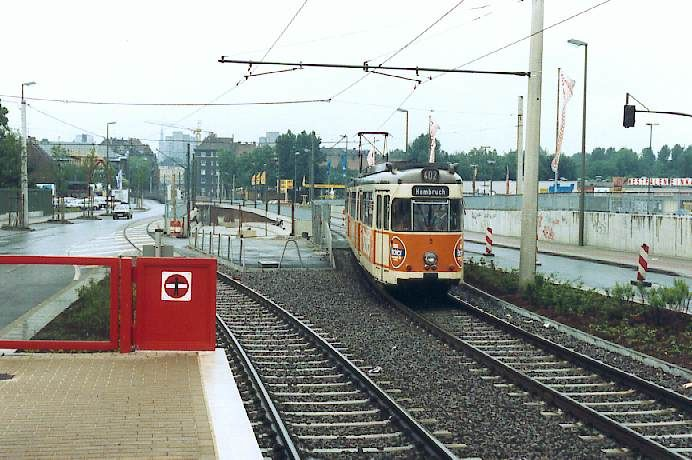
Výstavba vjezdu do tunelu v Dortmundu
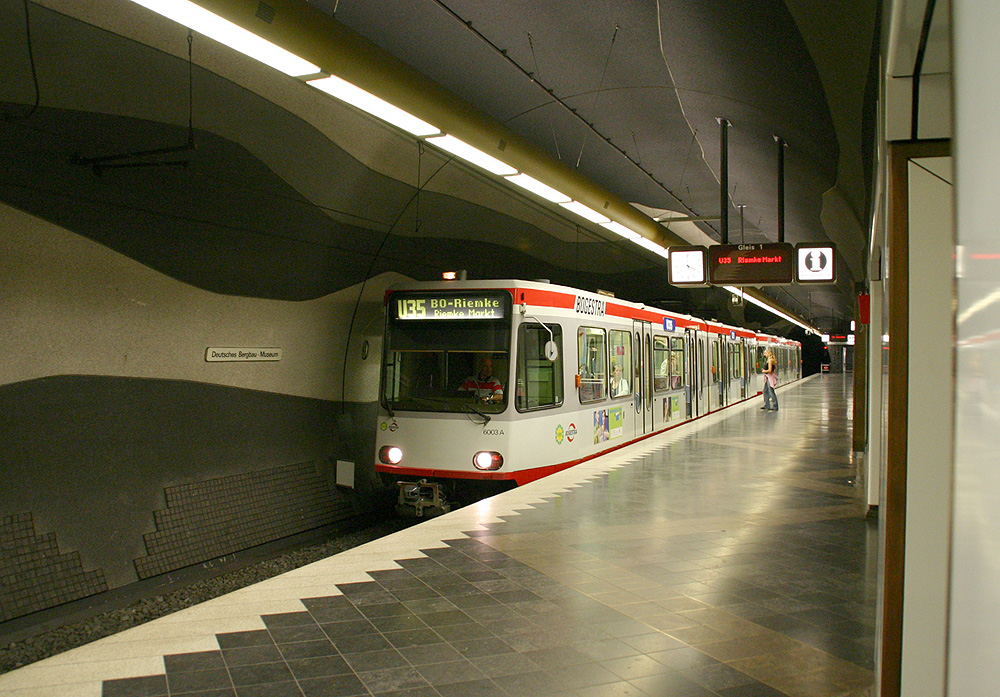
Stanice Deutsches Bergbaumuseum
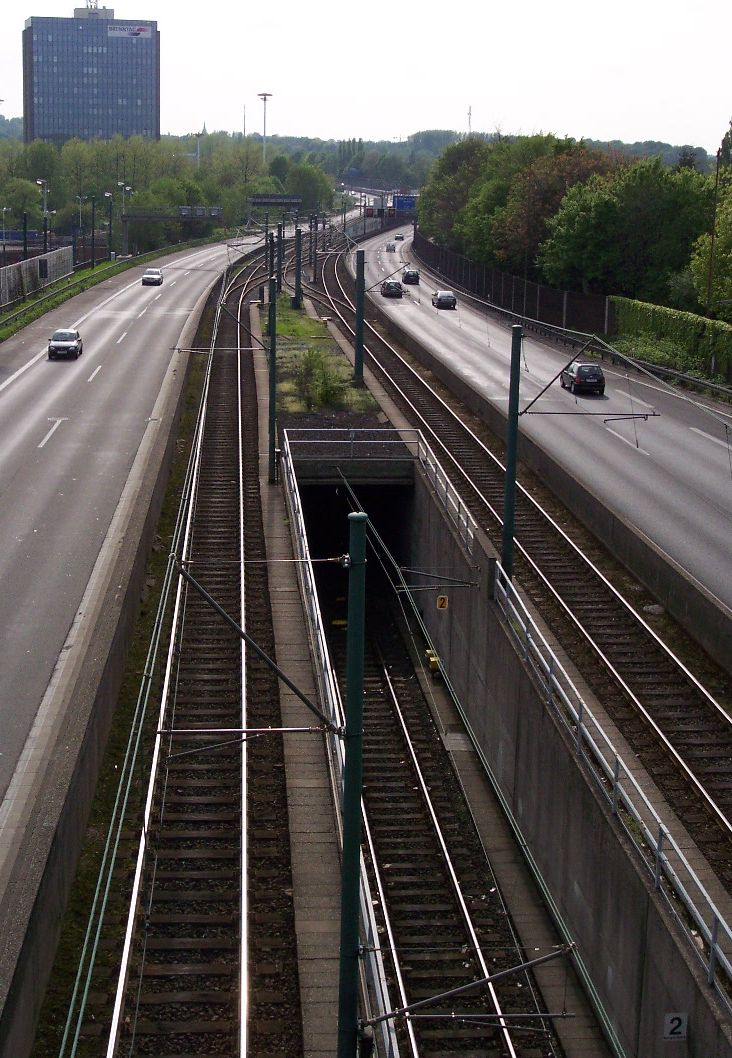
Trať Essen –⁠ Mülheim
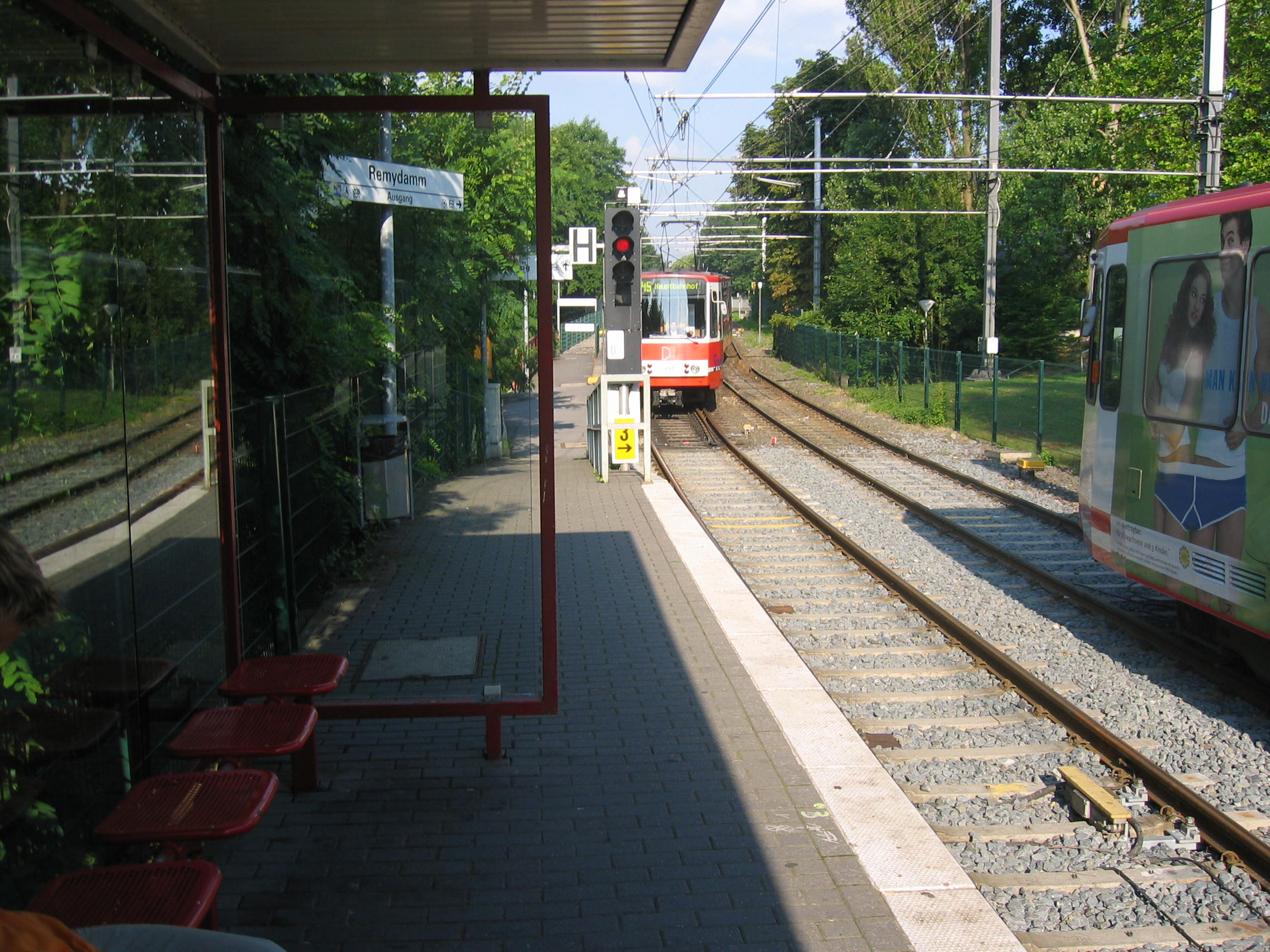
Stanice městské dráhy v Dortmundu
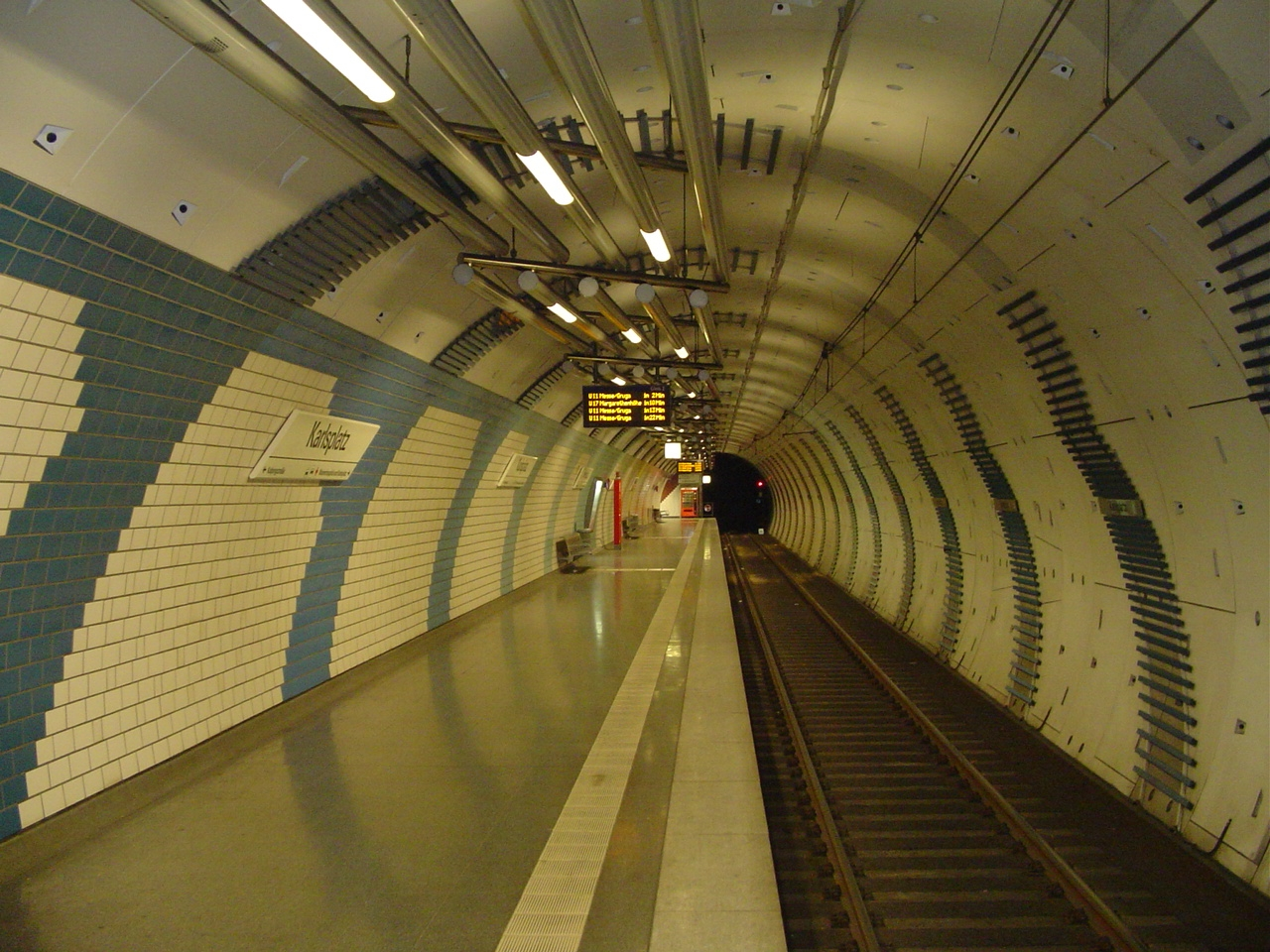
Stanice Karlsplatz v Essenu

## Redukce plánů
Vlivem nedostatku finančních prostředků a dalších okolností byly původní plány redukovány a některé odloženy na neurčito. Původním záměrem bylo uvést do provozu většinu sítě městské dráhy do konce 20. století. Během prvních let výstavby se však ukázalo, že naplnění poměrně ambiciózních plánů nebude tak snadné, jak se zpočátku zdálo. Největším problémem byl nedostatek finančních prostředků. Výstavba značně zatěžovala městské rozpočty a dotace od státu a spolkové země se neustále snižovaly. Problémy také působilo nestabilní podloží, jehož vinou docházelo k propadům a následným poškozením nově vybudovaných tratí. 
Často také docházelo k situaci, že byly dříve dokončené tunely pod centry měst než navazující povrchové úseky. Aby bylo možné tyto tunely využívat, byly vybudovány provizorní rampy a do podpovrchových úseků tak mohly začít zajíždět úzkorozchodné tramvaje. Městští plánovači a politici počítali s tím, že po dokončení navazujících tratí budou podpovrchové úseky přestavěny na normální rozchod a vybaveny vysokými nástupišti. To se však podařilo jen v několika případech, mnoho podzemních stanic je stále vybaveno pouze nízkým nebo dokonce kombinací nízkého a vysokého nástupiště. Stejně tak jsou na některých úsecích k vidění kolejové splítky se třemi (Essen) či dokonce čtyřmi kolejnicemi (Krefeld, Mülheim an der Ruhr). To umožňuje na stejné trase provozovat úzkorozchodnou tramvaj i vozidla městské dráhy, jako například na úseku Hauptbahnhof – Martinstraße v Essenu. Některé úzkorozchodné tratě v Bochumi, Essenu a Mülheimu jsou připraveny na možné budoucí přerozchodování.
Další ránou pro právě budovaný systém městské dráhy bylo představení prvních nízkopodlažních tramvají. Díky takové konstrukci vozidel se staly plány na vybavení všech stanic vysokými nástupišti zbytečnými. Na některých místech vznikaly proti výstavbě těchto nástupišť dokonce petice, odpůrci je nazývali „rampami pro nakládání tanků“. Počátkem 80. let se začínající strana Zelených dokonce přimlouvala za okamžité ukončení výstavby městské dráhy. Sdružení cestujících Pro Bahn požadovalo kromě zastavení výstavby především úplné dokončení a zprovoznění rozestavěných úseků.

## Aktuální stav
Městská dráha v Porýní-Porúří se skládá z pěti původních provozních oblastí, které se meziměstskými tratěmi podařilo propojit jen částečně. Oblast A tvoří Düsseldorf a Duisburg, v oblasti B jsou Essen a Mülheim an der Ruhr, oblast C zahrnuje Bochum, v oblasti D je Gelsenkirchen a v oblasti E město Dortmund. 

### Bochum a Gelsenkirchen
V Bochumi byla na městskou dráhu přestavěna část trasy bývalé tramvajové linky 5, která jezdila z centra města na sever do Recklinghausenu. Současná linka U35 však končí už v Herne, neboť Recklinghausen projekt výstavby opustil. Jižní konečnou U35 tvoří stanice Hustadt nedaleko Rúrské univerzity. Všechny stanice na trase jsou vybaveny vysokými nástupišti a většina trasy je vedena v podzemí. Provoz zajišťují vozidla Stadtbahnwagen B a Stadler Tango. Na okraj sousedního města Gelsenkirchen zajíždí essenská linka městské dráhy U11. Všechny ostatní linky jsou obsluhovány úzkorozchodnými nízkopodlažními tramvajemi Variobahn, společný dopravní podnik BOGESTRA přestavbu dalších linek neplánuje.

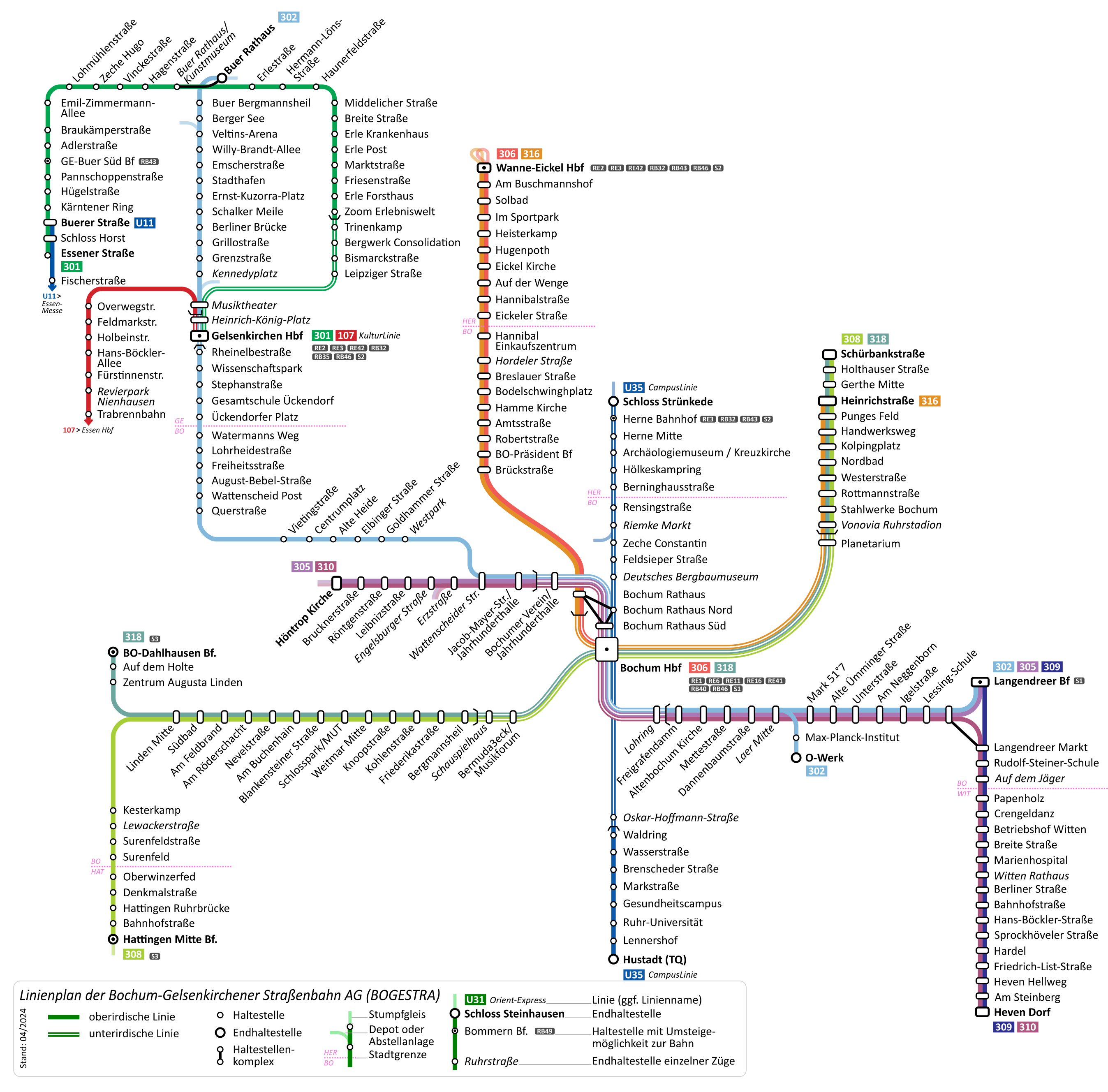
Síť městské dráhy a tramvají
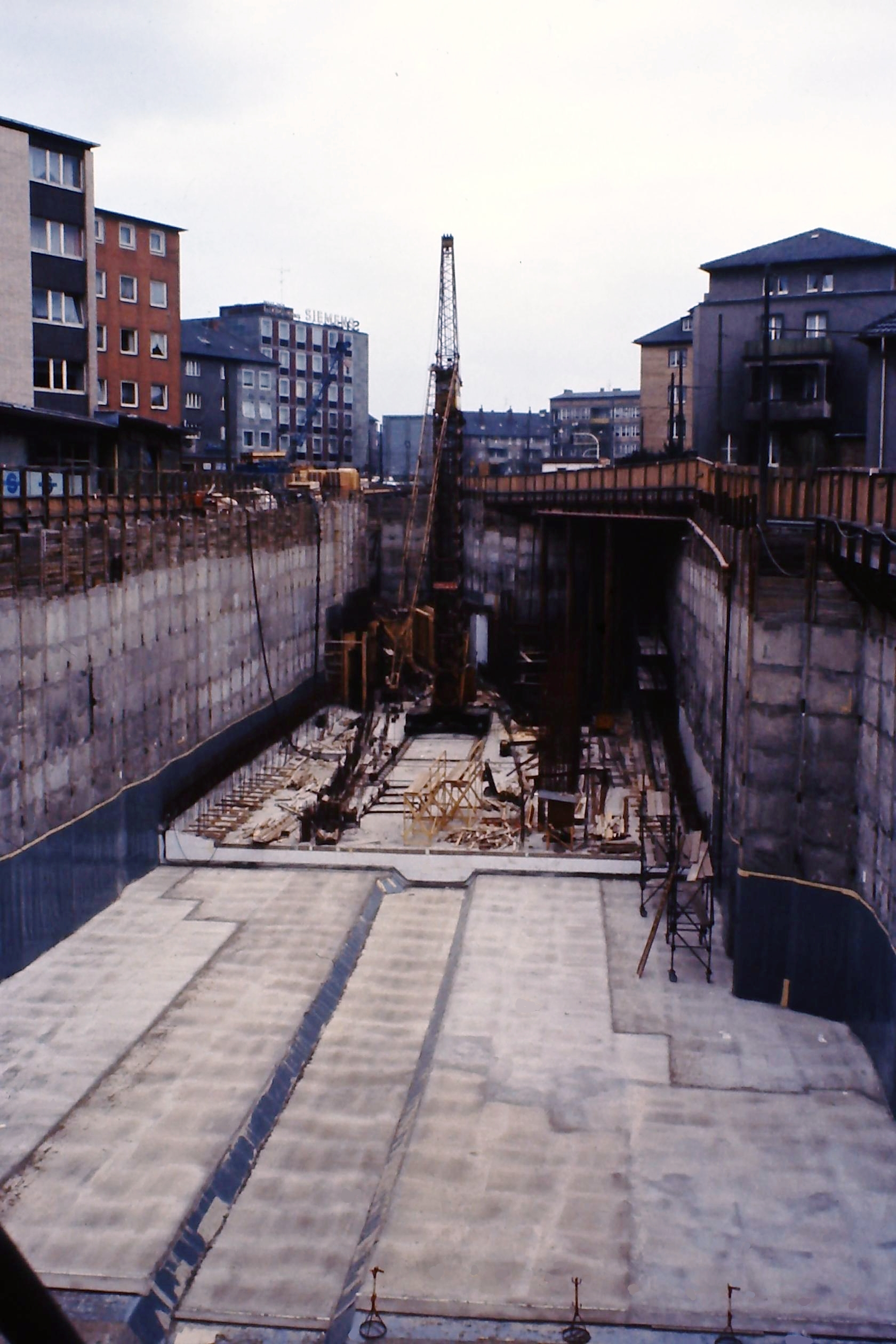
Výstavba stanice Schauspielhaus
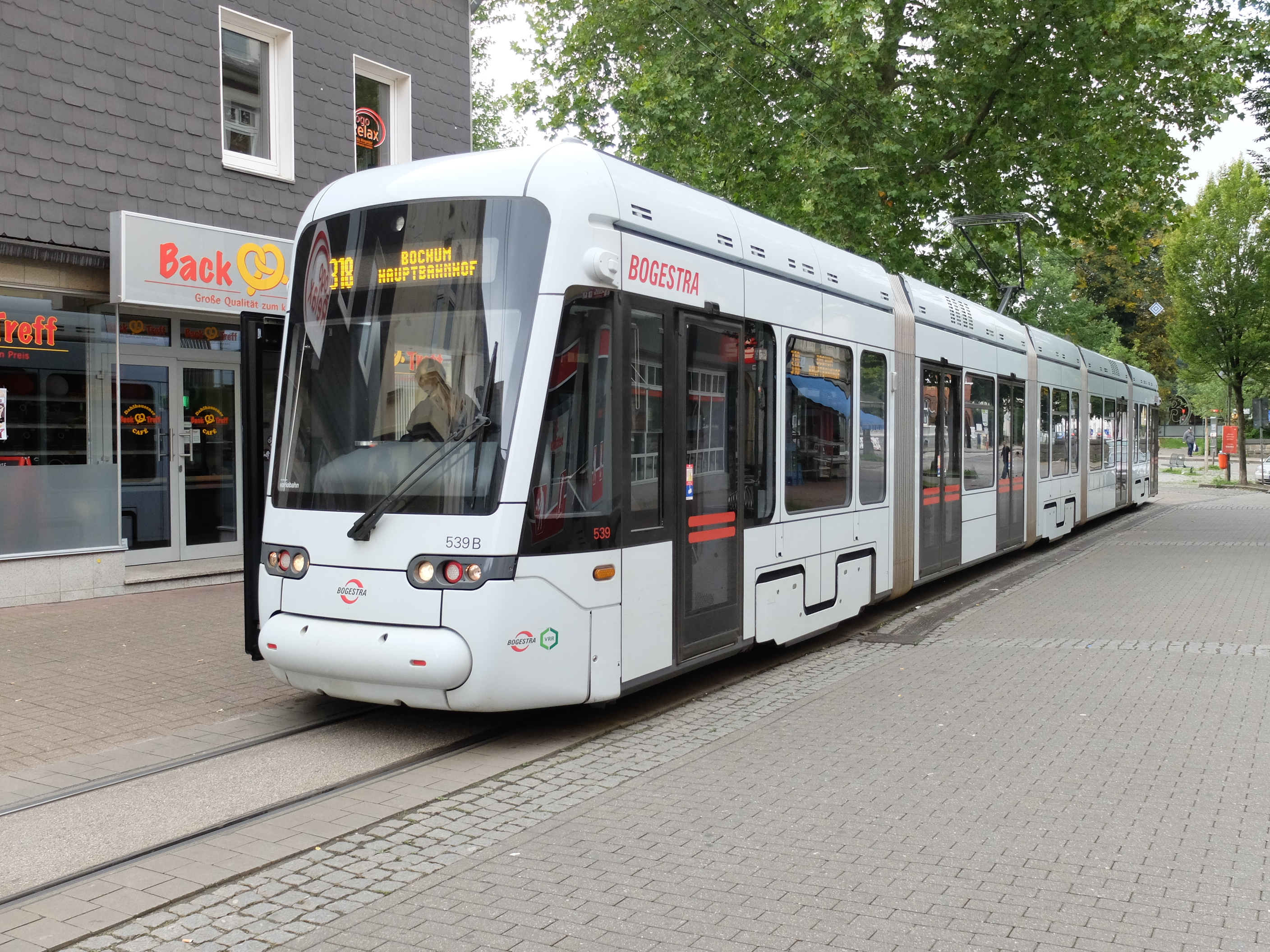
Úzkorozchodná nízkopodlažní tramvaj Variobahn
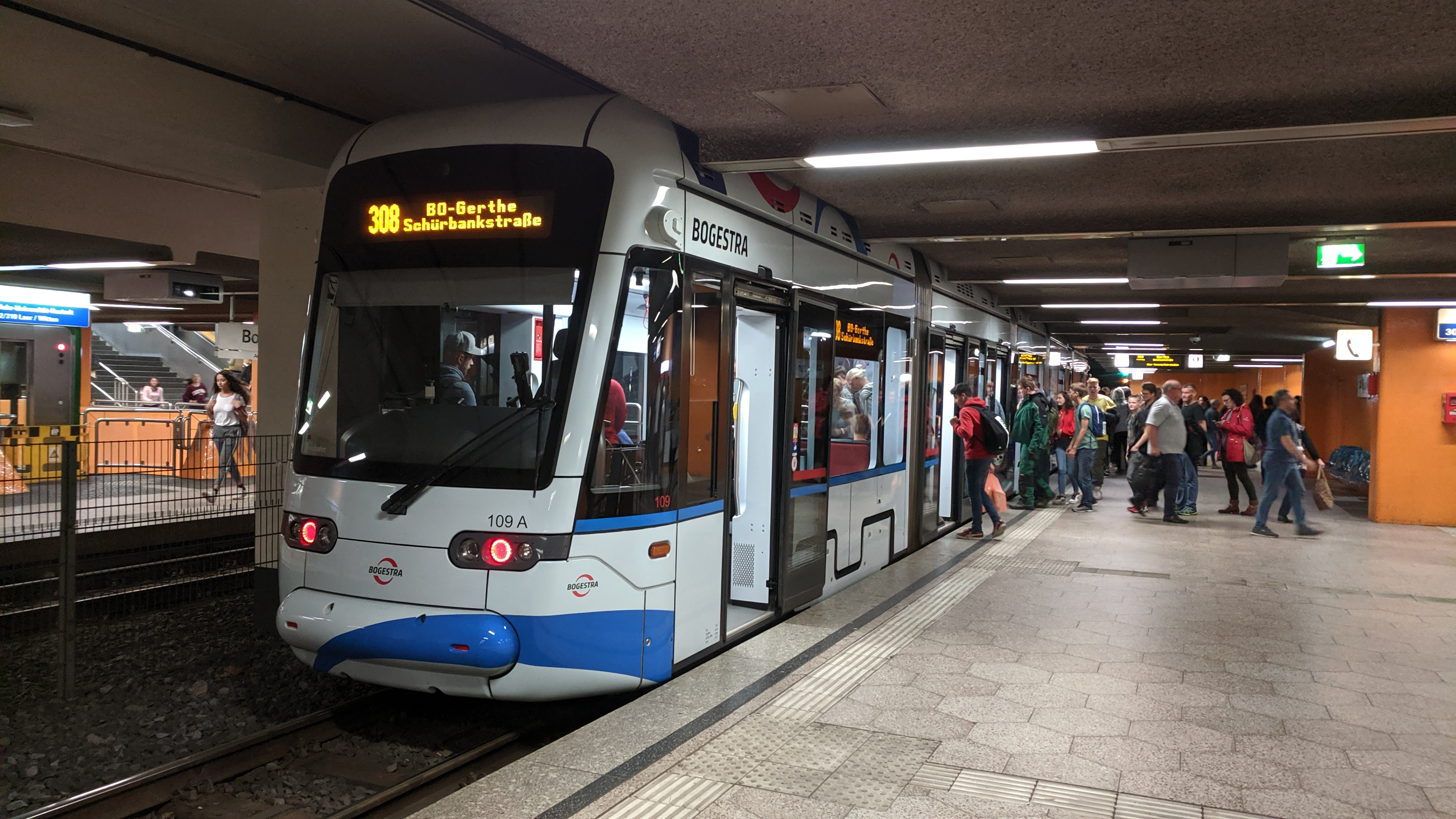
Variobahn ve stanici Hauptbahnhof
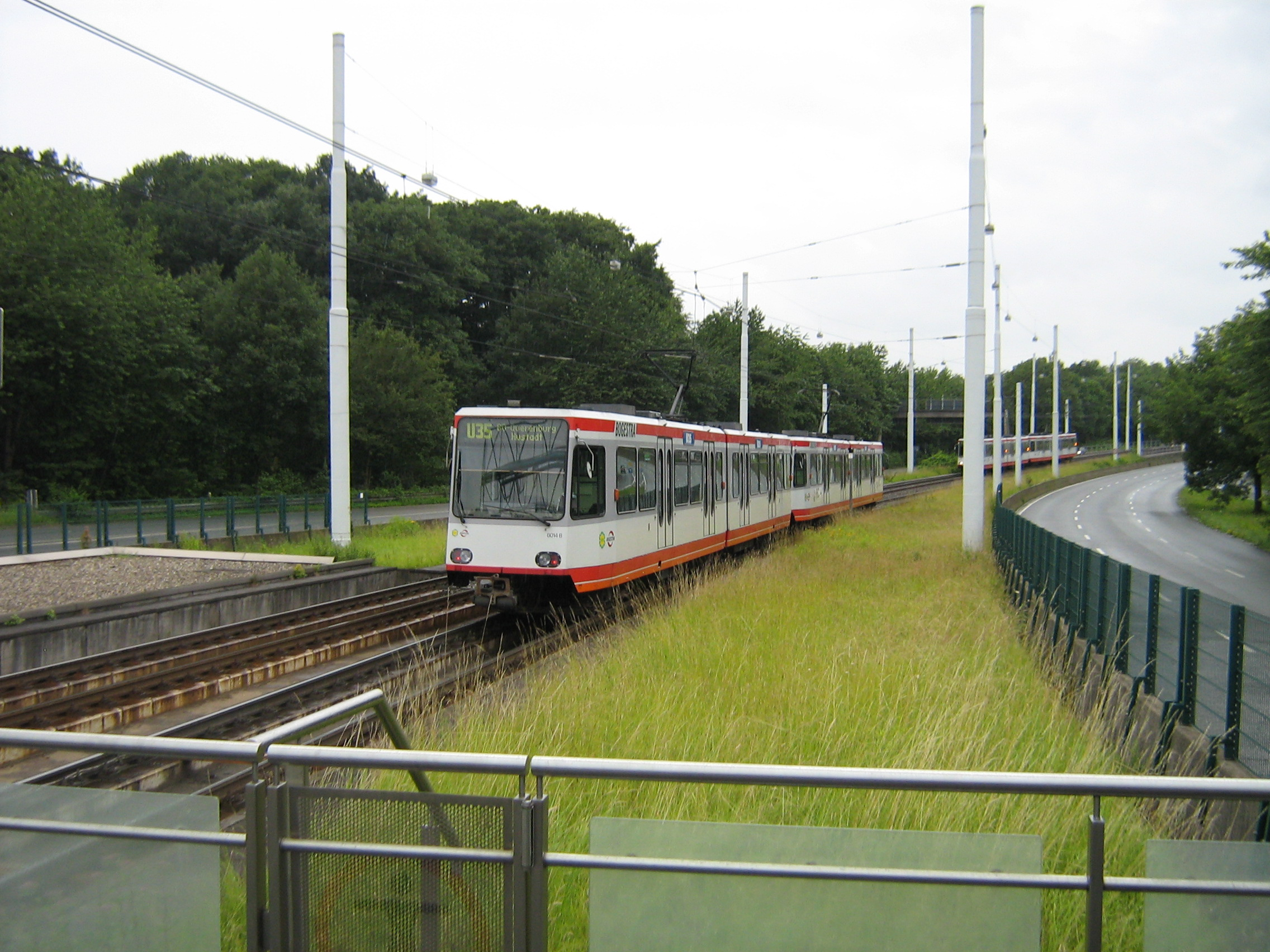
Vozidla Stadtbahnwagen B na lince U35
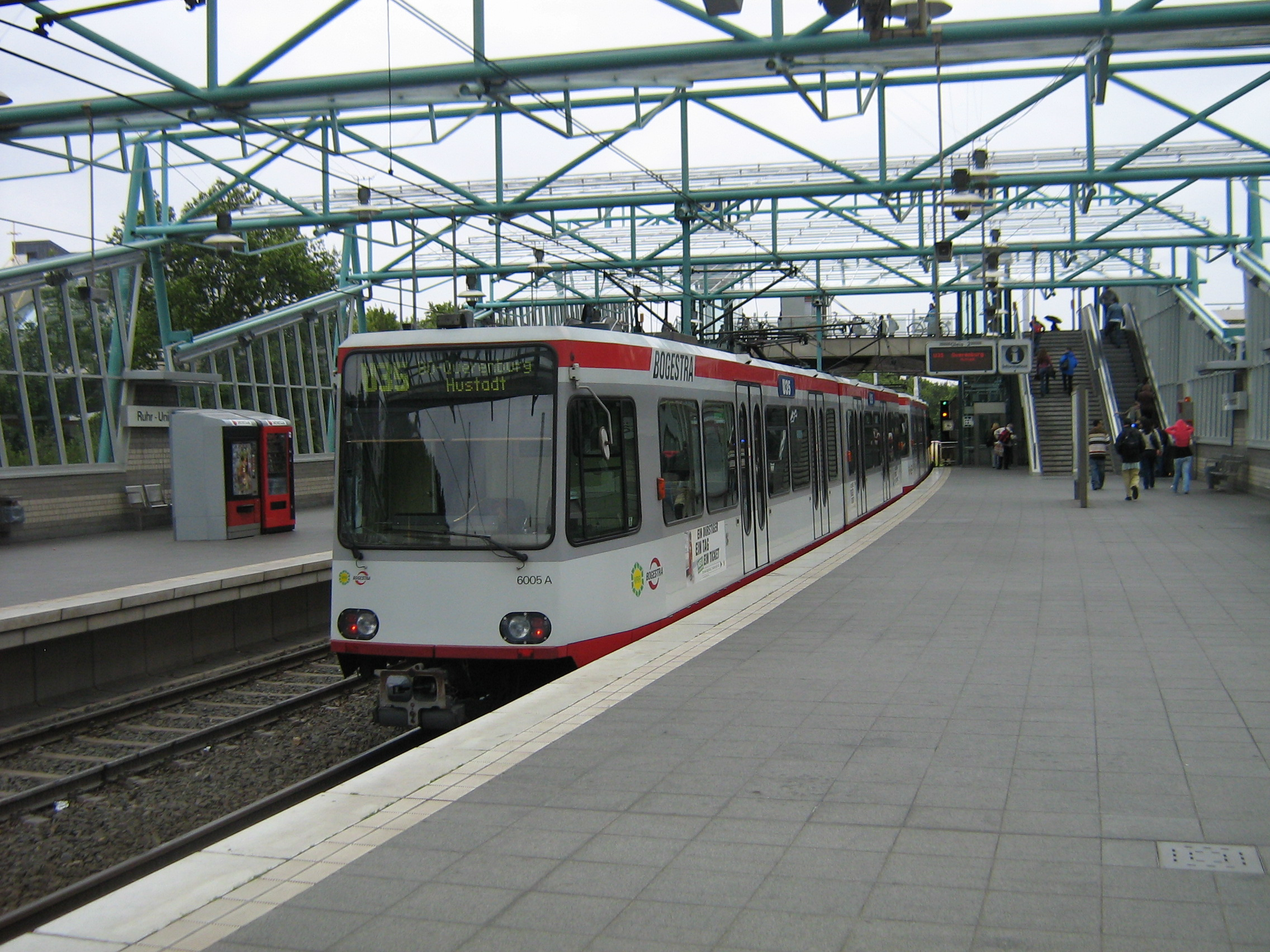
Stanice Ruhr-Universität
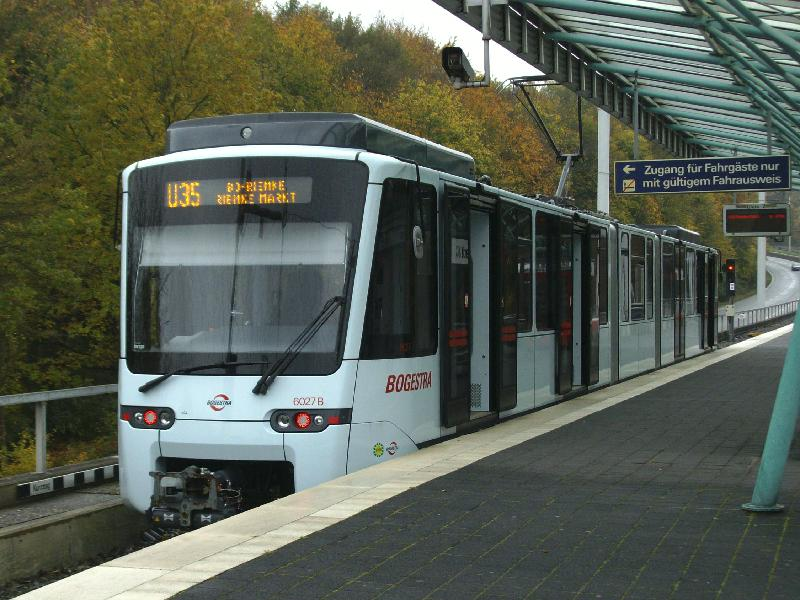
Stadler Tango na lince U35

### Dortmund
Dortmund dokončil přestavbu tramvajové sítě na městskou dráhu 27. dubna 2008, kdy byl otevřen třetí tunel pod centrem města pro linky U43 a U44. Tyto linky jako jediné obsluhují nízkopodlažní vozidla NGT8, na šesti zbylých linkách jezdí vysokopodlažní vozidla Stadtbahnwagen B, část z nich i v tříčlánkovém provedení. Trasy městské dráhy v centru města tvoří, podobně jako v pražském metru, přestupní trojúhelník. Provozovatelem systému je městský dopravní podnik DSW21. Dopravce plánuje velkou modernizaci vozového parku: 64 vozidel Stadtbahnwagen B z let 1986 až 1999 bude do roku 2029 modernizováno společností HeiterBlick. Deset starších vozidel vyrobených v roce 1974, které byly původně provozovány v Bonnu, bude vyřazeno. Společnost HeiterBlick dodá do Dormundu také 24 nových dvoučlánkových vysokopodlažních vozidel Vamos.

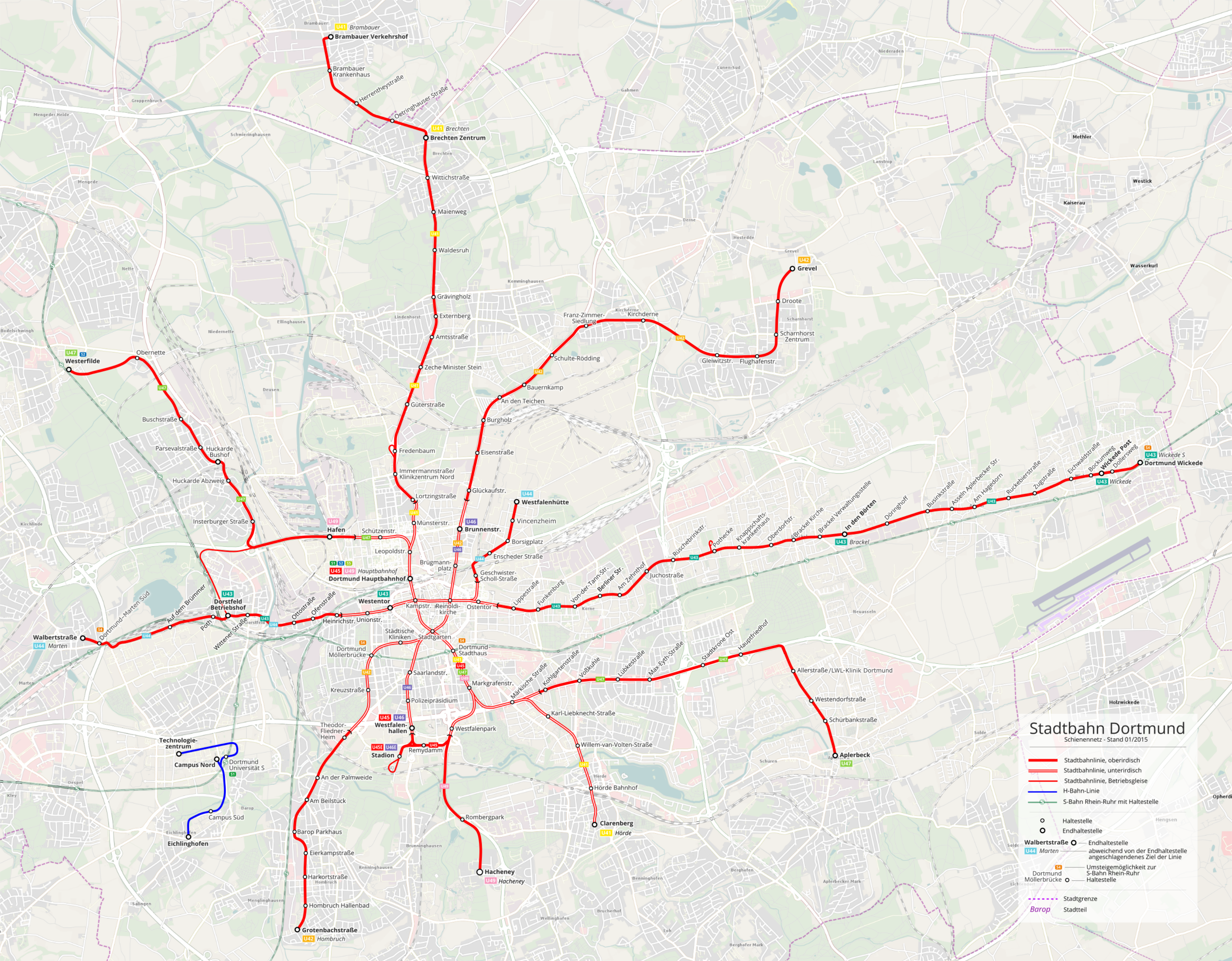
Síť městské dráhy
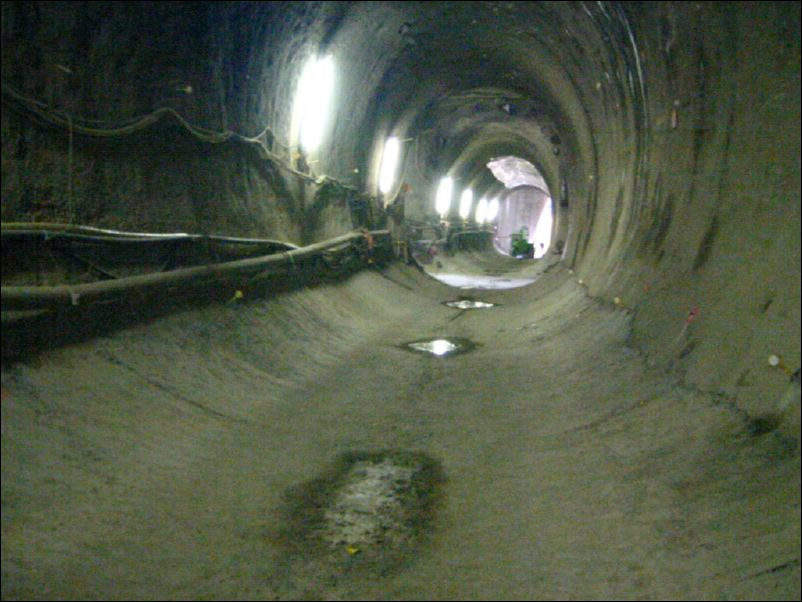
Výstavba tunelu pro linky U43 a U44
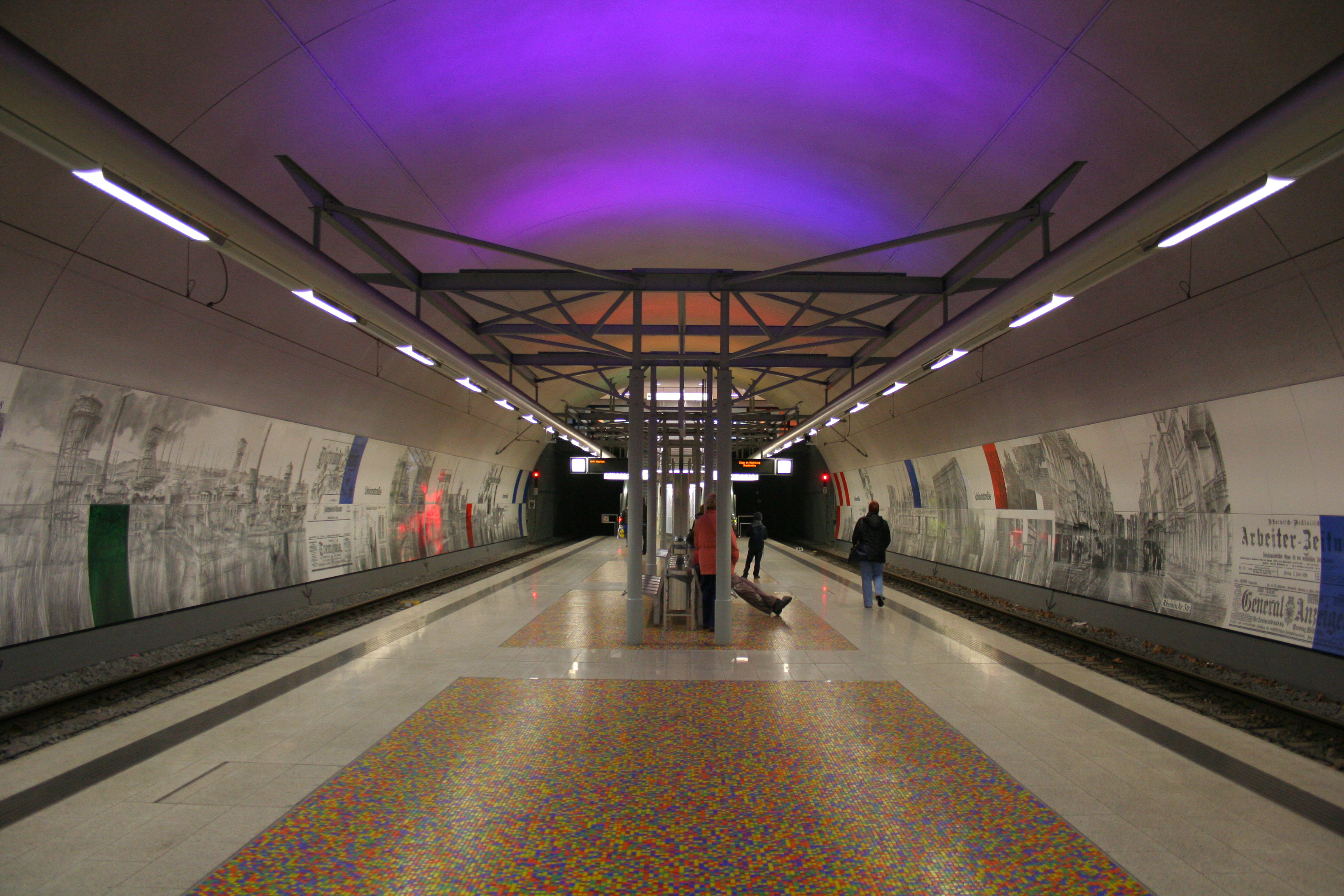
Stanice Unionstraße
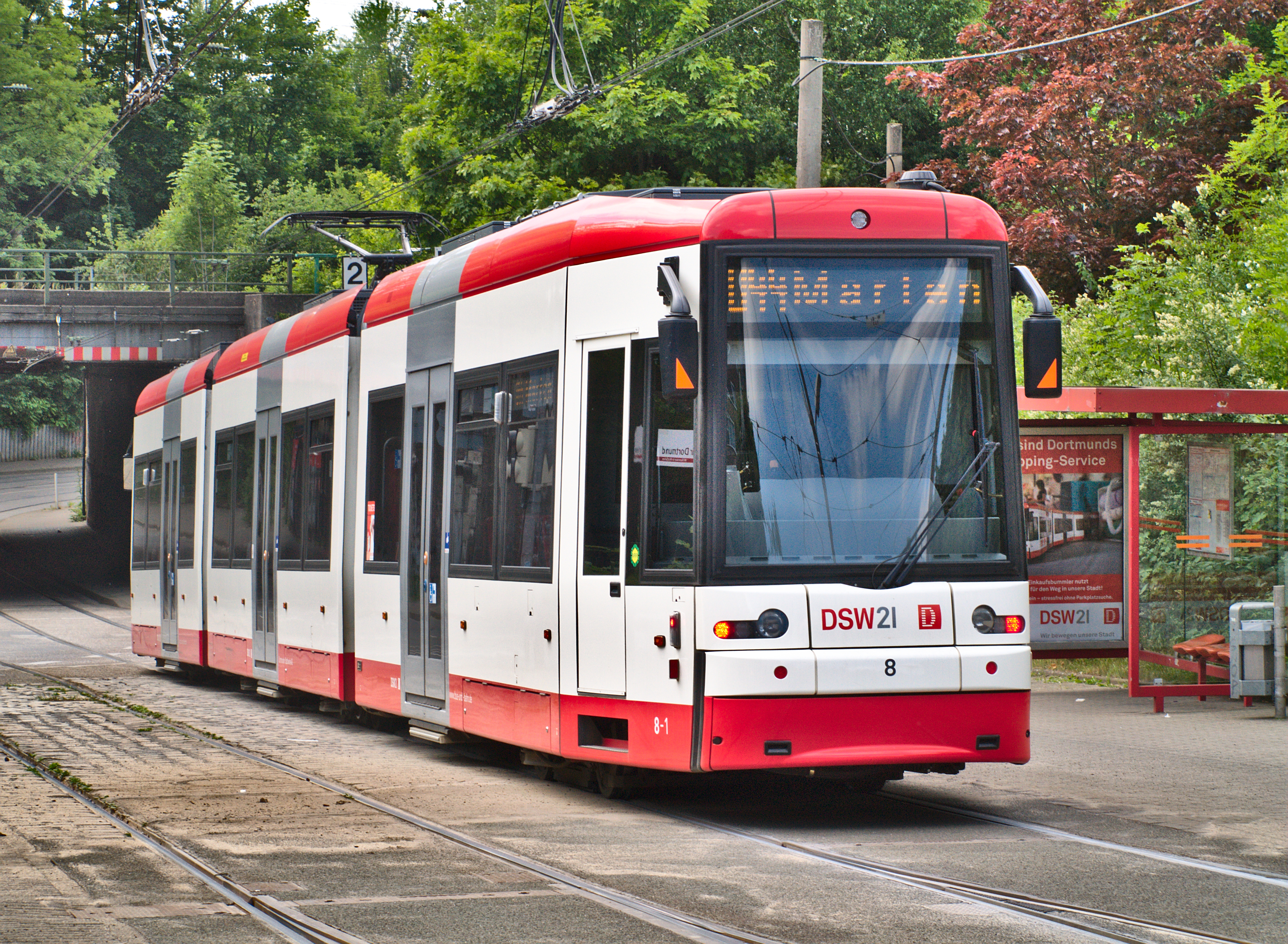
Nízkopodlažní vozidlo NGT8
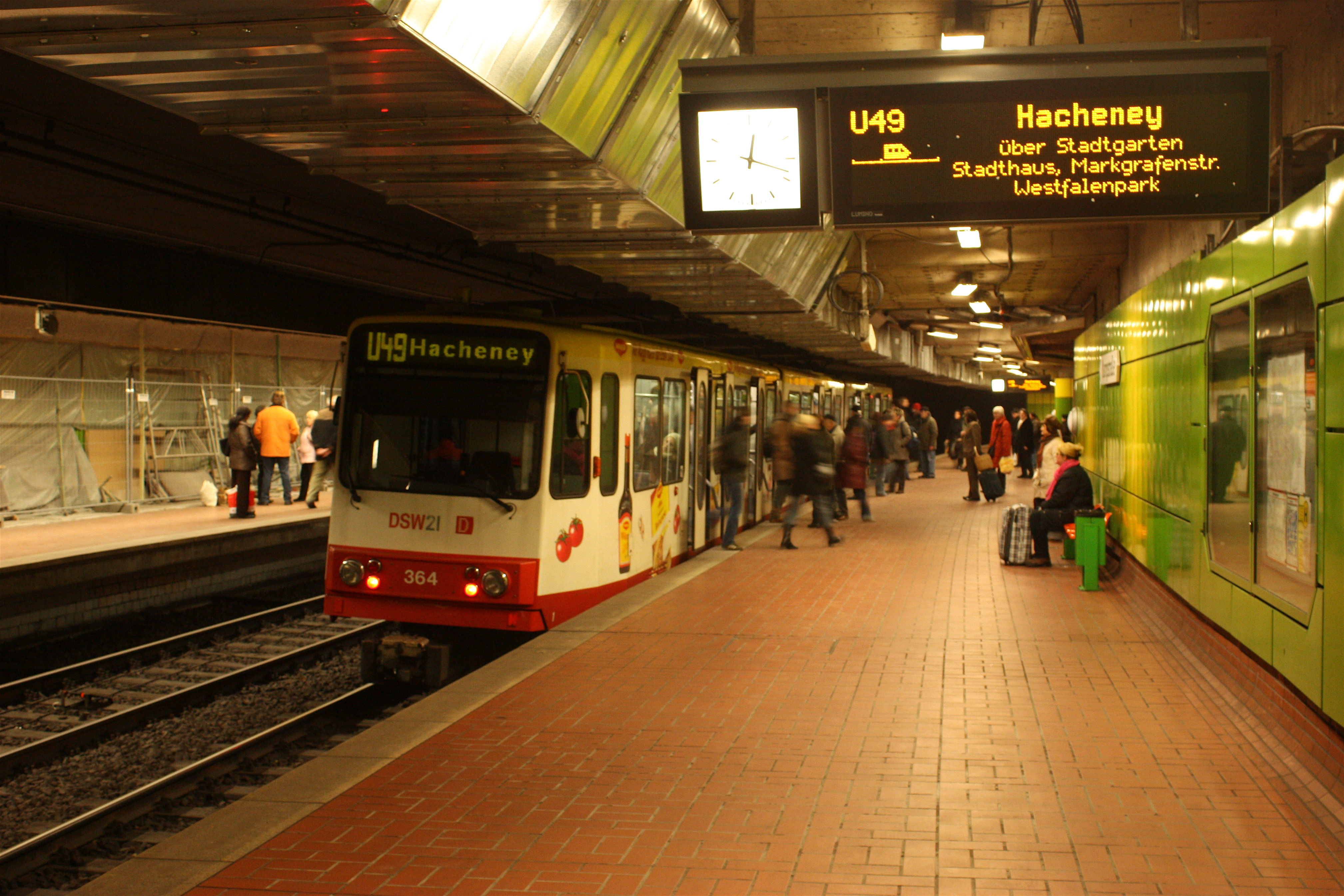
Stanice Kampstraße
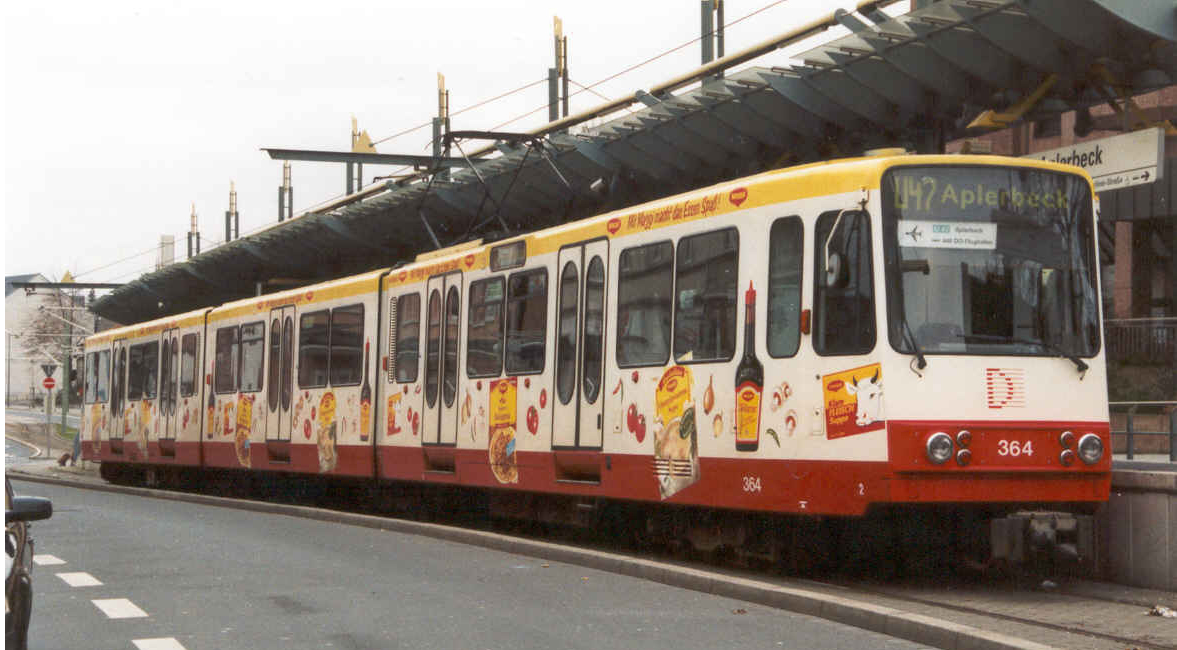
Tříčlánkový Stadtbahnhagen B
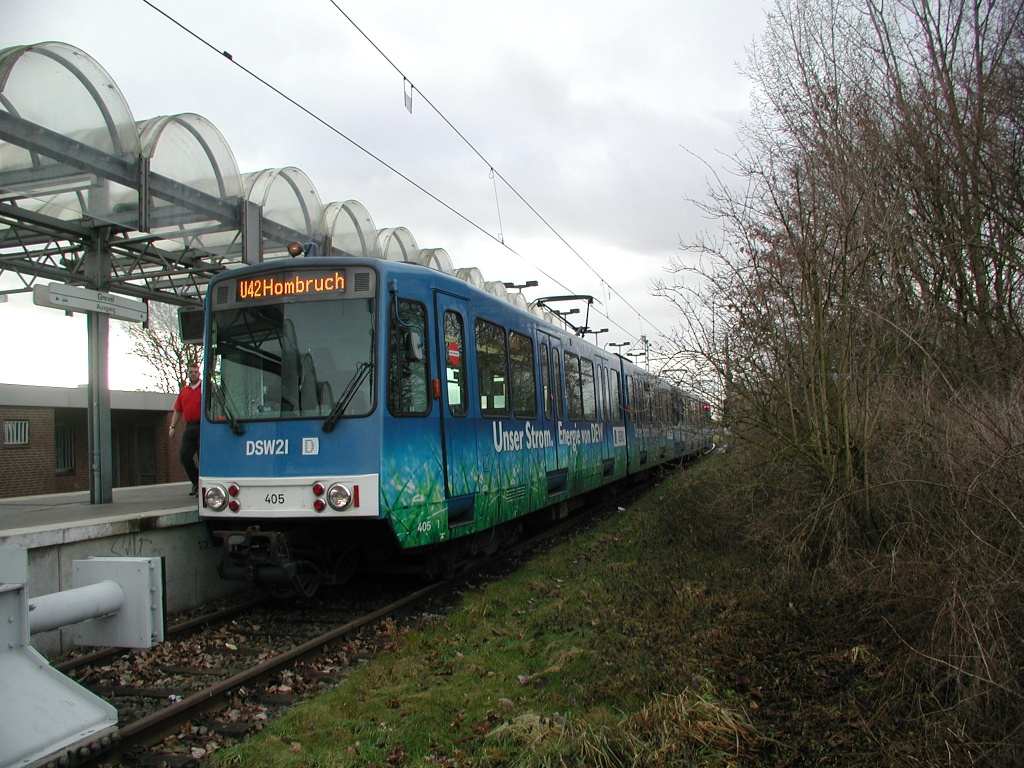
Konečná stanice linky U42 Grevel

### Duisburg
Přestavba tramvajové sítě na městskou dráhu byla v Duisburgu zahájena v roce 1967. Kvůli nedostatku finančních prostředků byla upravena pouze trasa současné linky U79, která spojuje stanice Meiderich Bahnhof a hlavní nádraží v Duisburgu s Düsseldorfem. Zbytek sítě dopravního podniku DVG patří tramvajím s normálním rozchodem, stejně jako meziměstská trať do sousedního města Mülheim an der Ruhr. Na lince U79 jezdí vozidla Stadtbahnwagen B, která budou od roku 2025 postupně nahrazována novými rychlodrážními tramvajemi Siemens Avenio HF. Také vozový park klasických tramvají bude kompletně obnoven, Bombarider Transportation (nyní Alstom) dodá 47 tramvají Flexity Classic NF4, které nahradí všechny původní vozy GT10 NC-DU.

Síť městské dráhy a tramvají
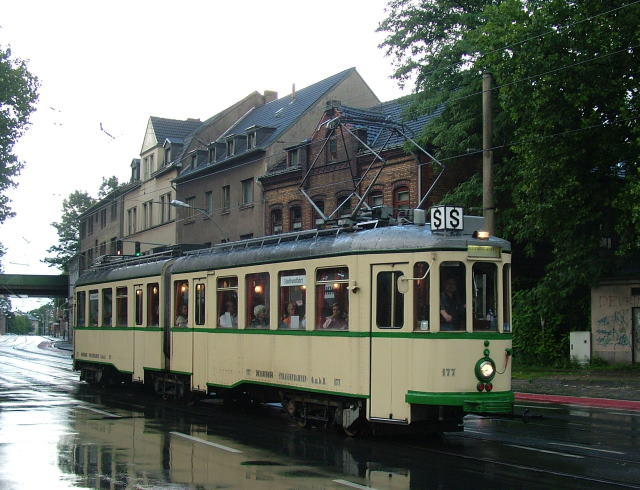
Historická tramvaj z roku 1926
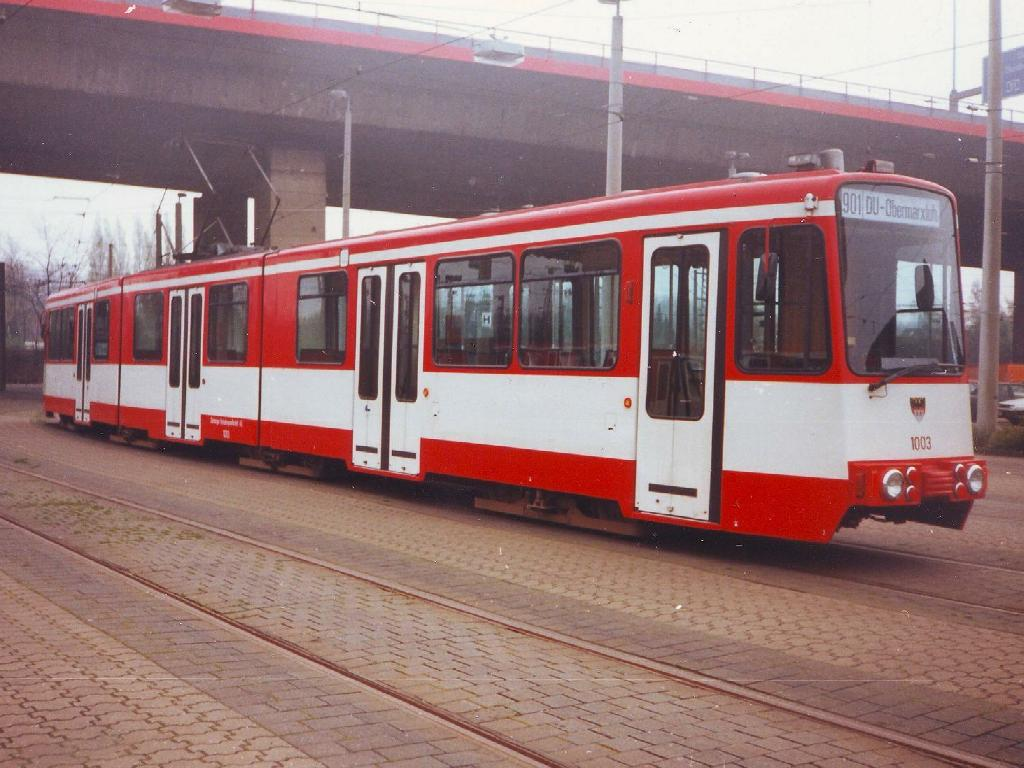
Tramvaj GT8 NC-DU
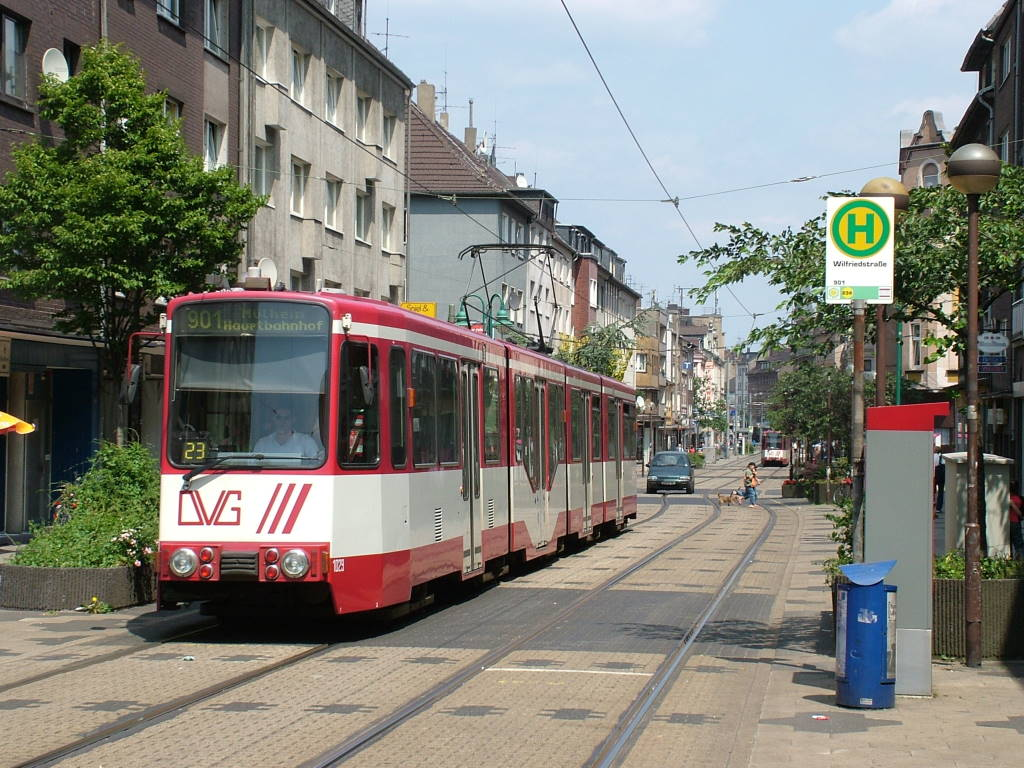
GT10 NC-DU s nízkopodlažním článkem
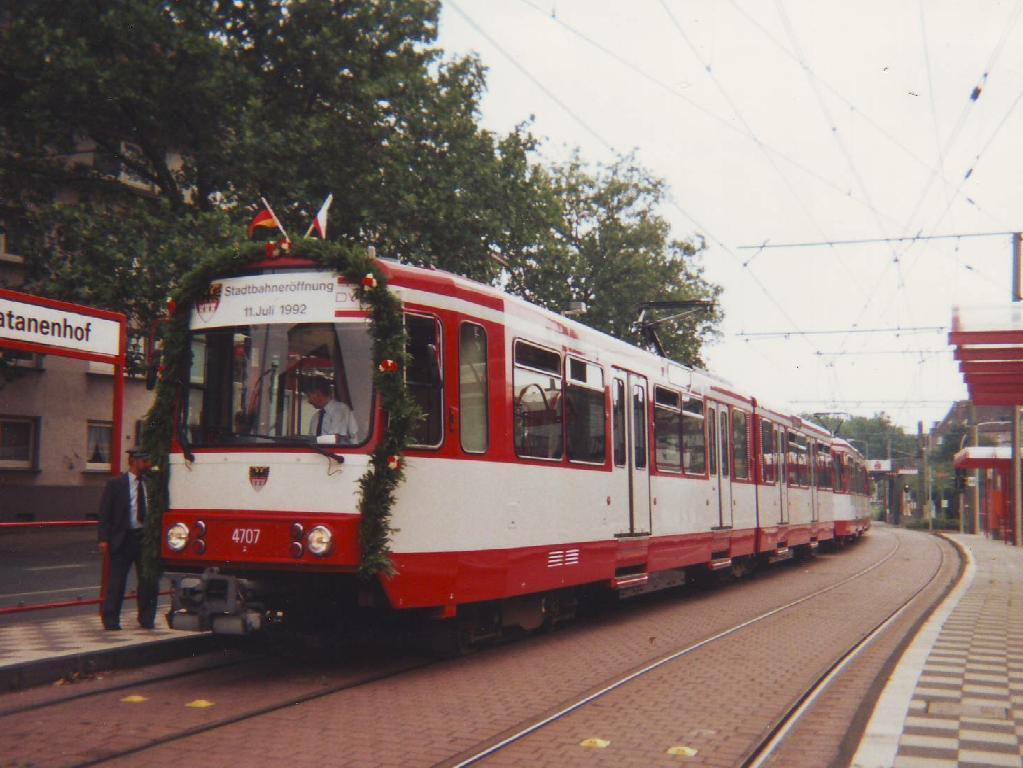
Souprava vozů Stadtbahnwagen B
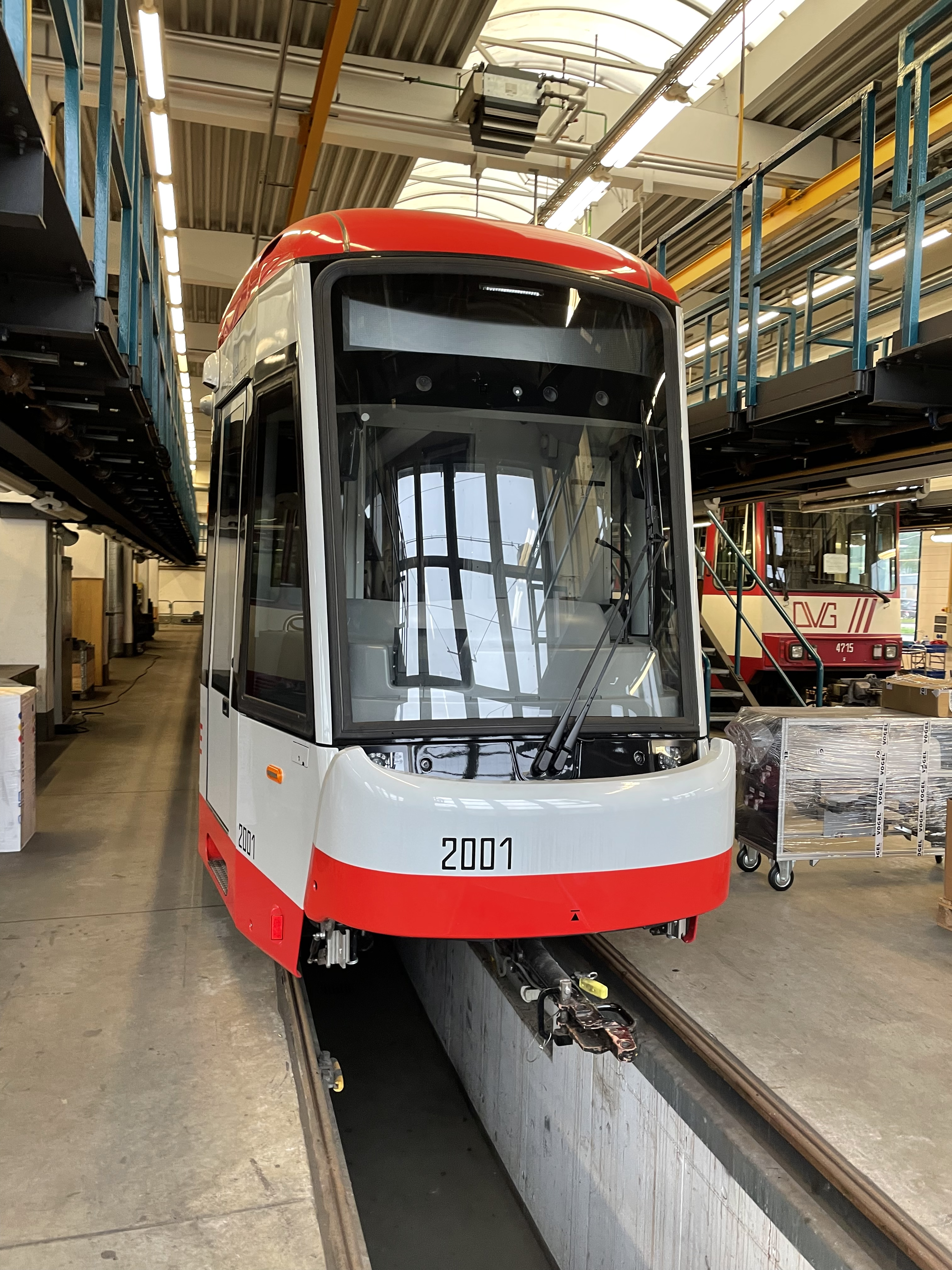
První tramvaj NF4

### Düsseldorf, Krefeld a Neuss
Dopravní podnik Rheinbahn provozuje na území tří měst, Düsseldorfu, Krefeldu a Neussu, jedenáct linek městské dráhy (sedm s vysokopodlažními vozidly, čtyři s nízkopodlažními) a sedm klasických tramvajových linek. První podpovrchový úsek zvaný Stammstrecke 1 byl otevřen 3. října 1988. Na začátku roku 2016 byl zahájen provoz v druhém tunelu pod centrem Düsseldorfu, který využívají nízkopodlažní linky městské dráhy U71, U72, U73 a U83. V roce 2024 bude otevřena nová trať na letiště, po které bude jezdit vysokopodlažní linka U81. Vozový park vysokopodlažních vozidel projde velkou proměnou: Všechna vozidla GT8SU (rok výroby 1973 až 1975) a Stadtbahnwagen B (rok výroby 1981 až 1993) budou nahrazena novými vozy Bombardier Flexity Swift HF6 a Siemens Avenio HF. 

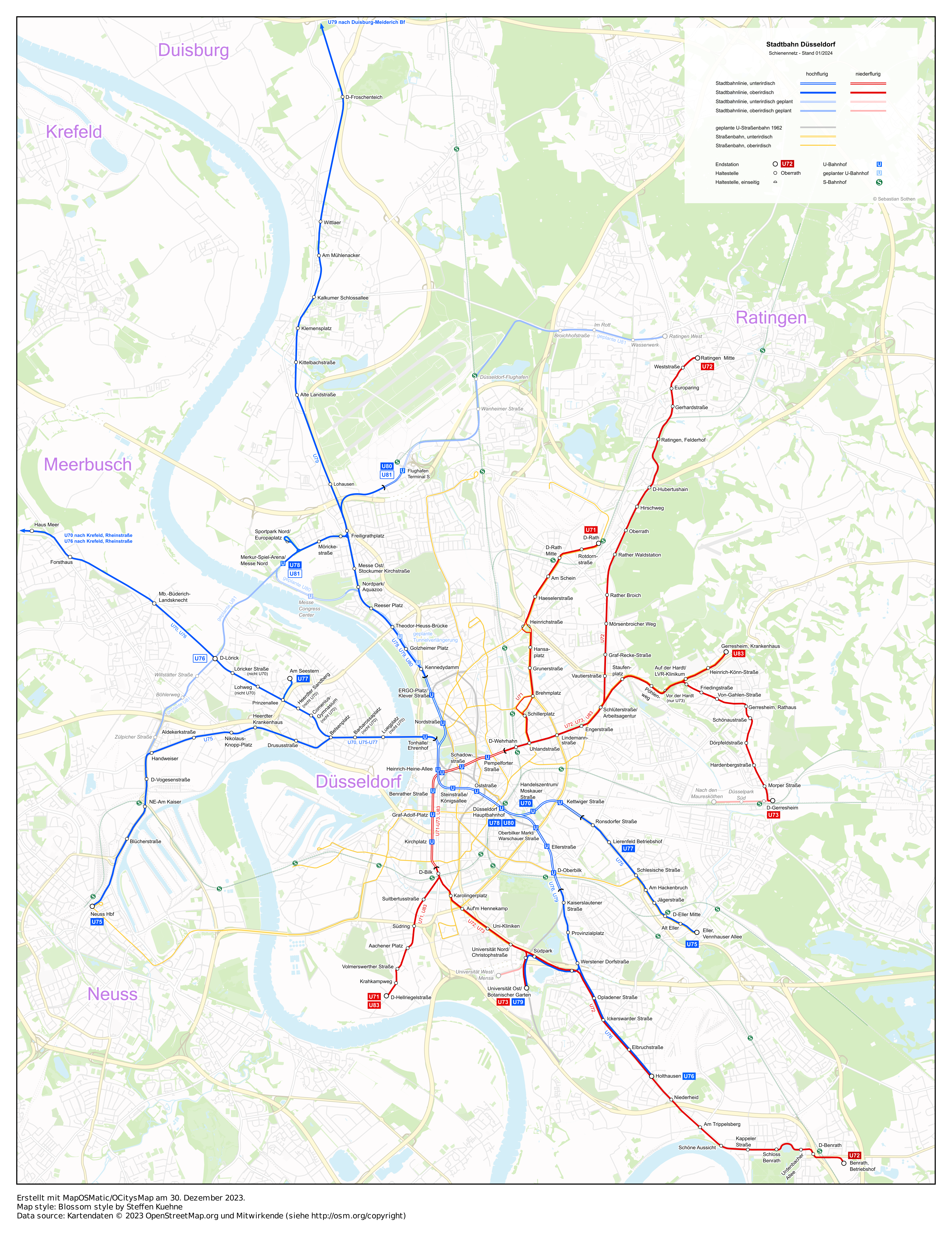
Síť vysokopodlažní (modrá) a nízkopodlažní městské dráhy (červená)
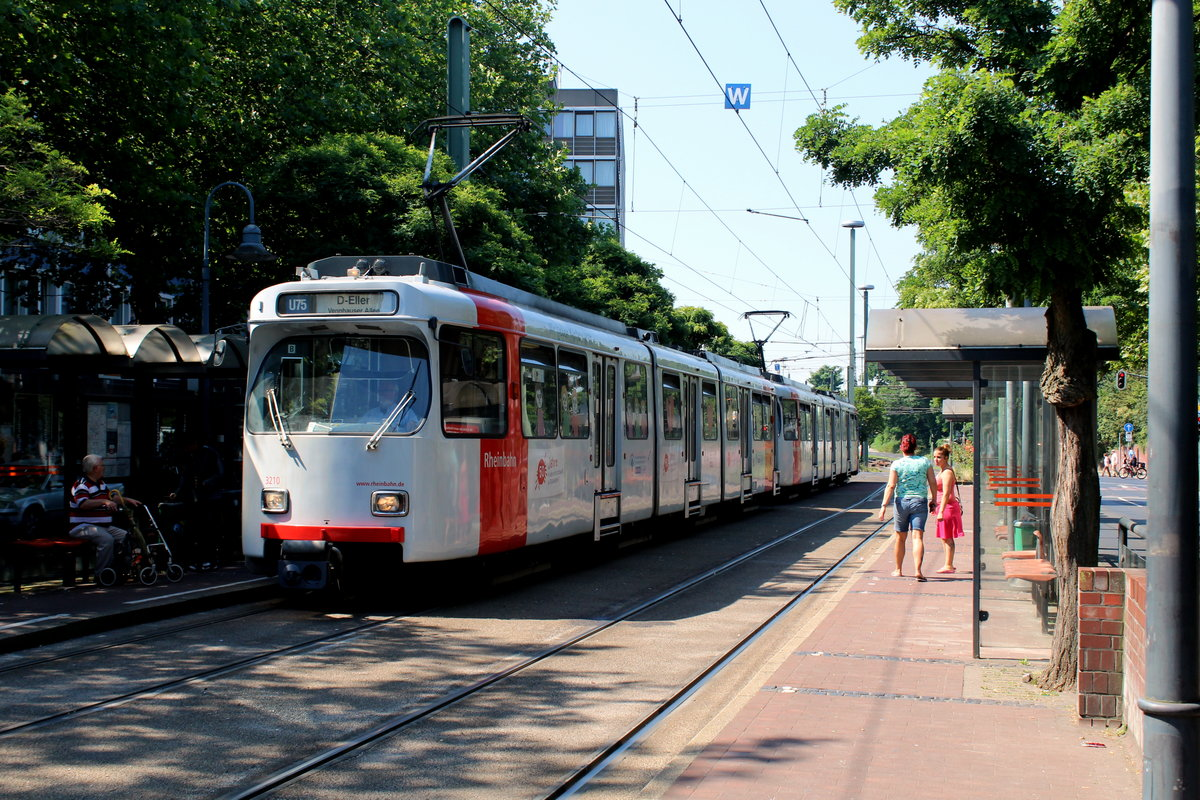
Souprava vozů GT8SU
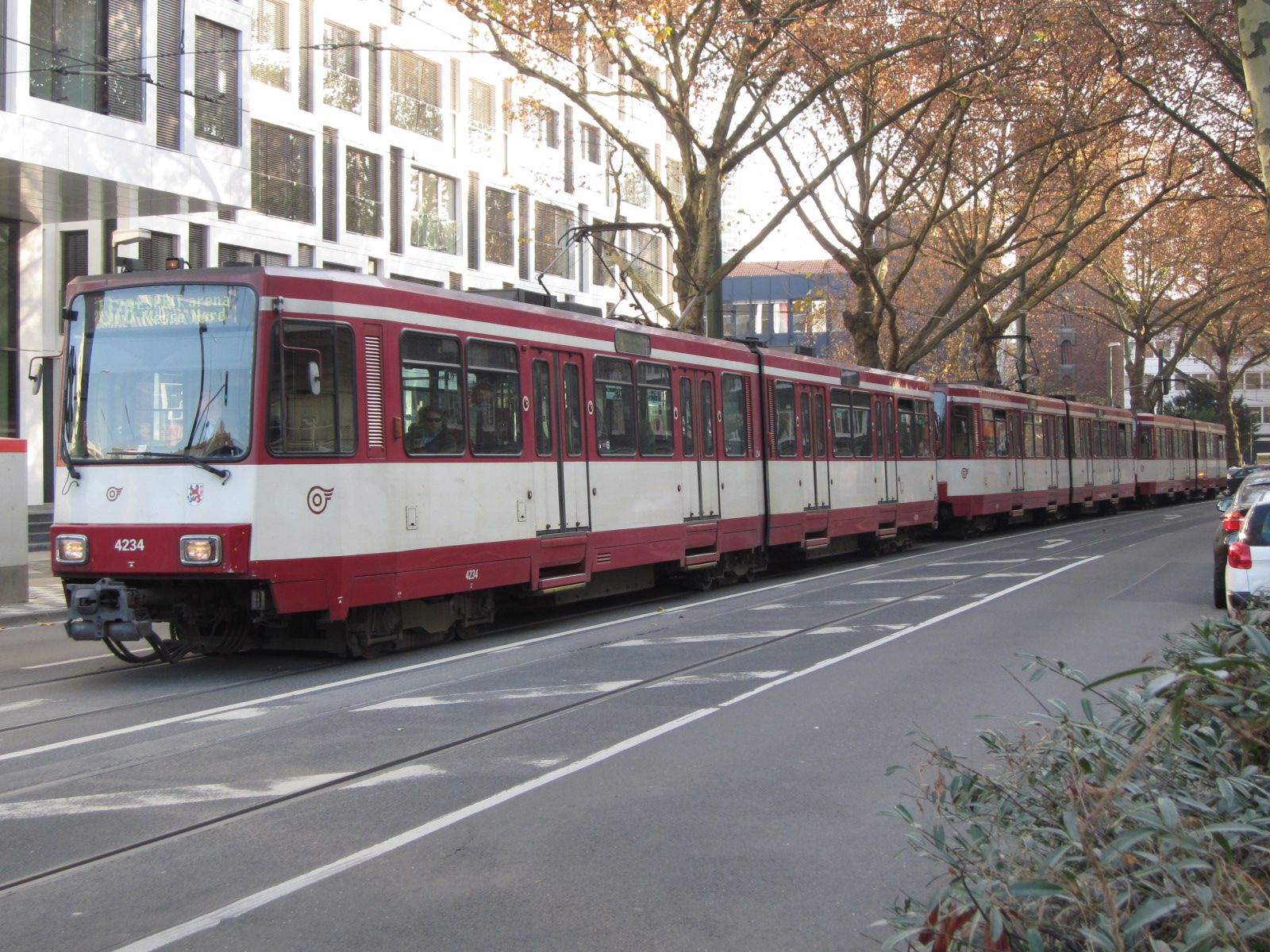
Třívozová souprava Stadtbahnwagen B
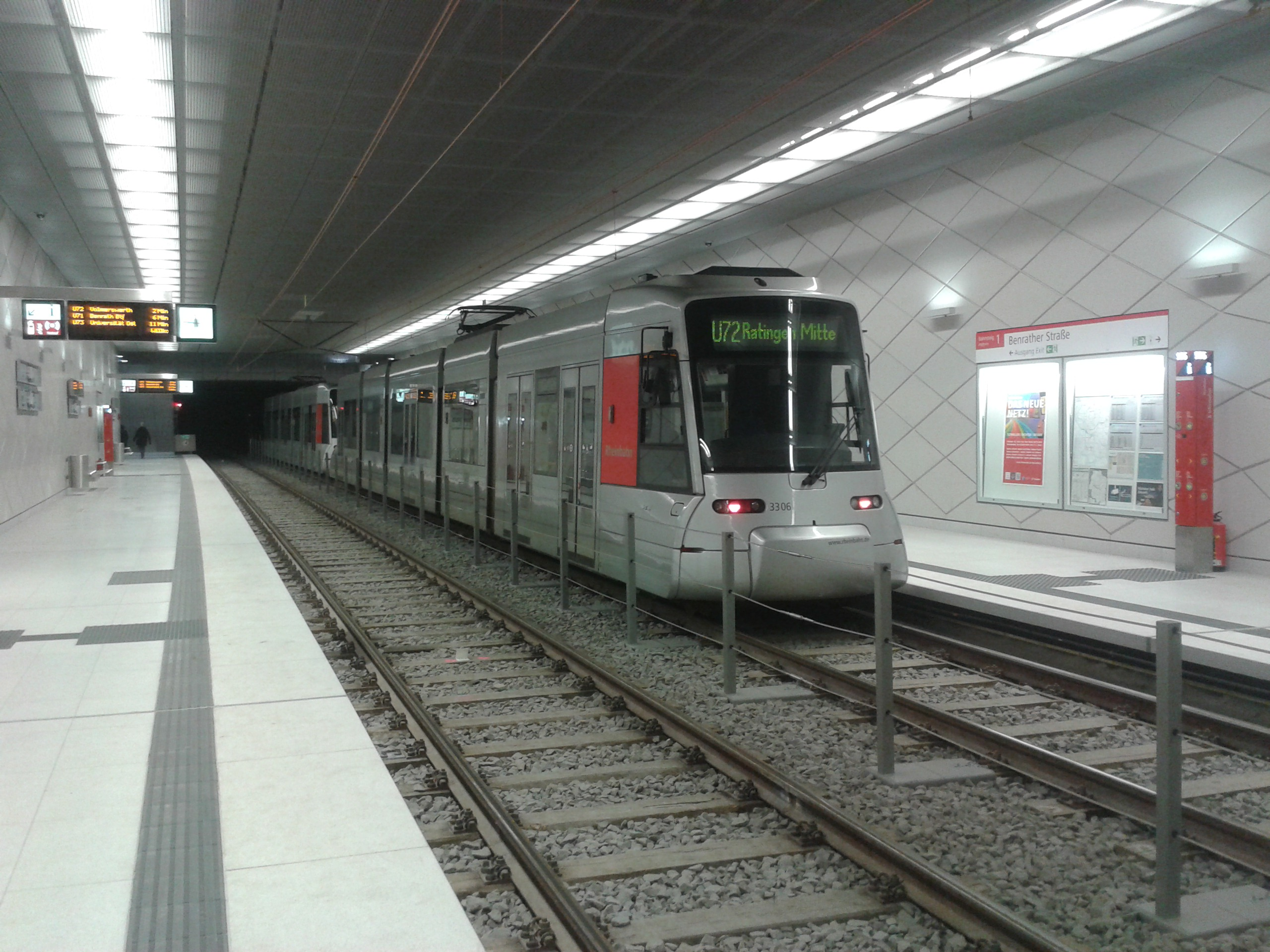
Stanice Benrather Straße
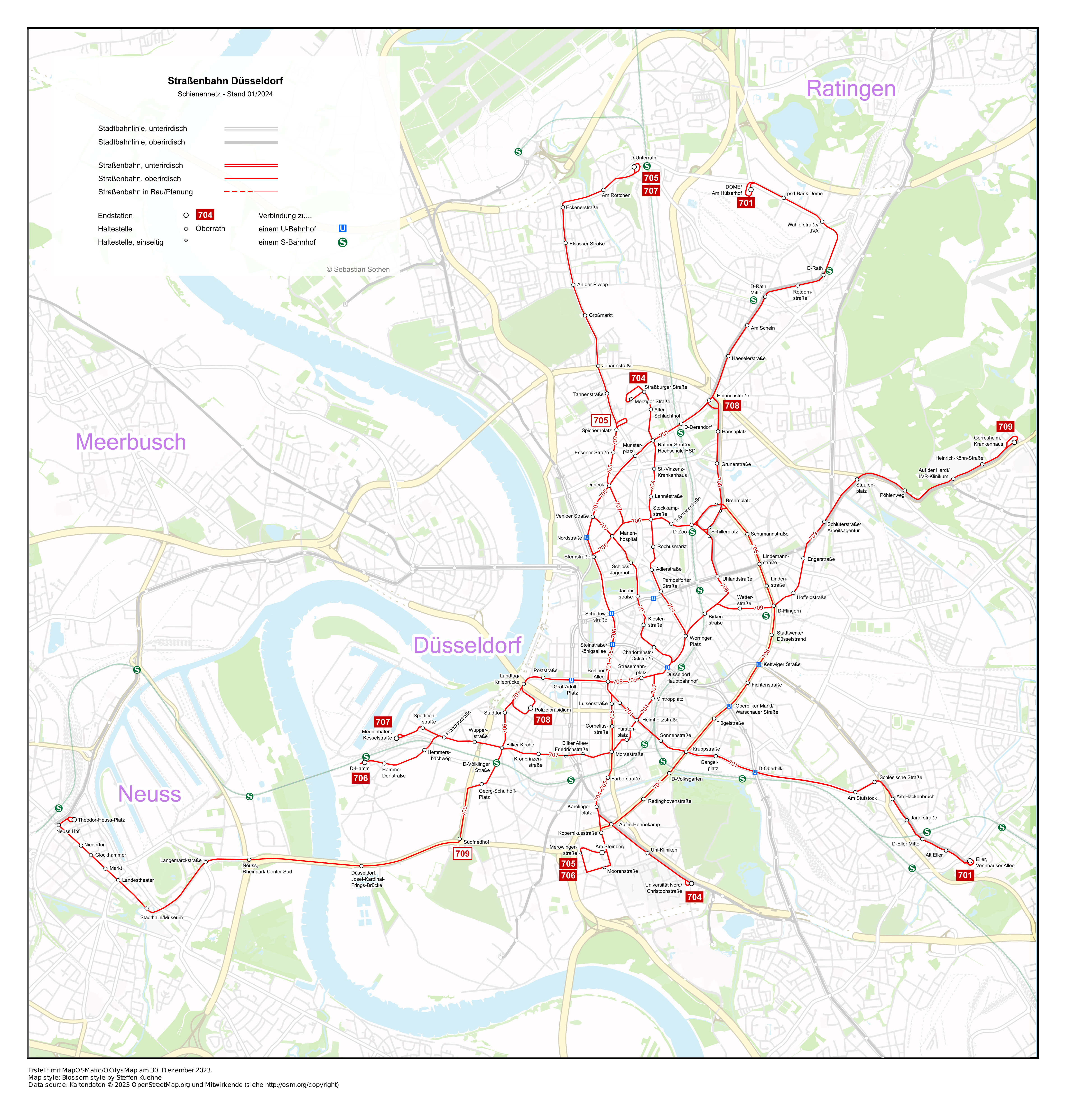
Tramvajová síť
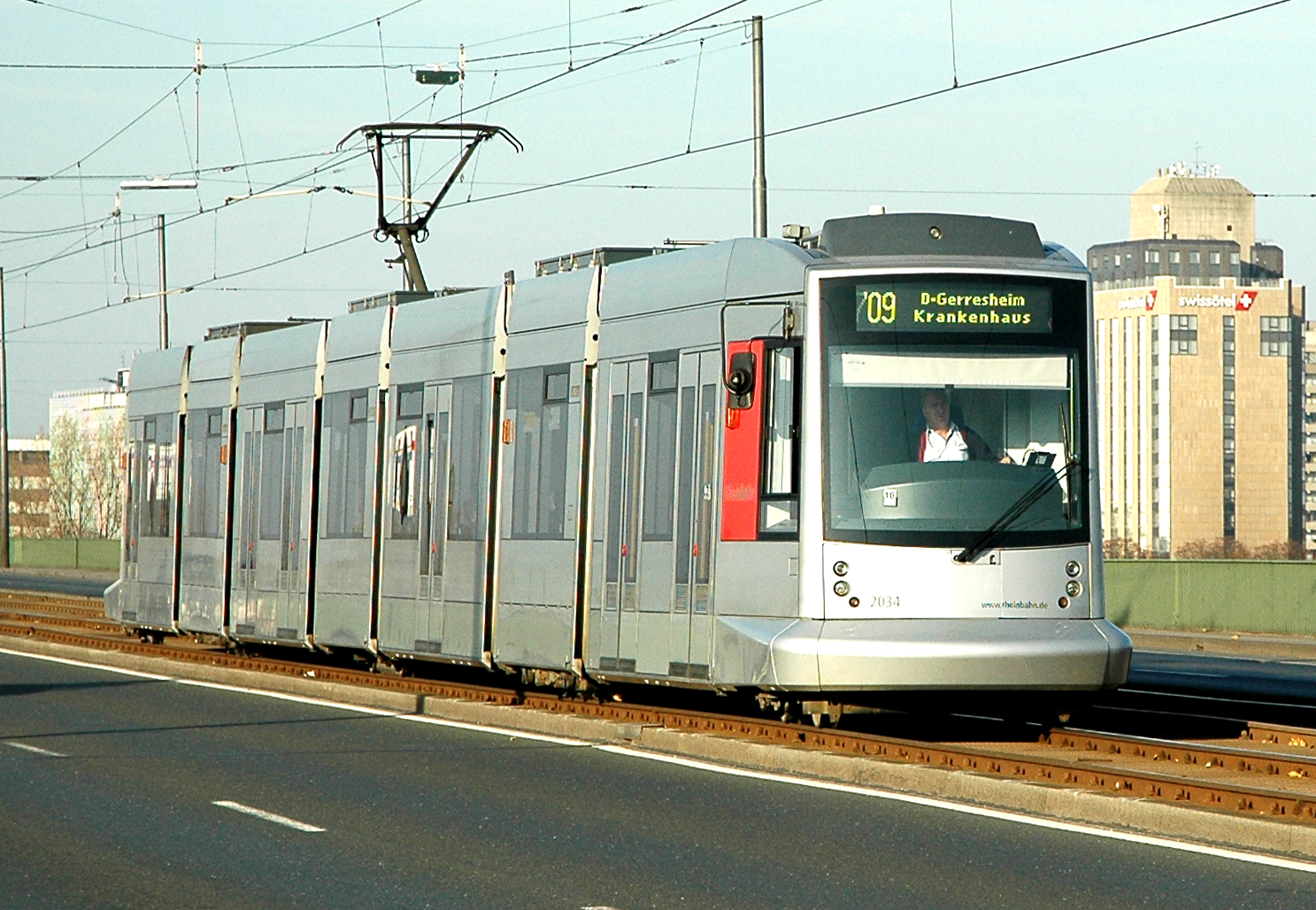
Vůz typu NF10

### Essen
Dopravní podnik Ruhrbahn provozuje tři linky městské dráhy, z nichž jsou dvě meziměstské: Linka U11 spojuje Essen s okrajem města Gelsenkirchen a U18 jezdí z Essenu na hlavní nádraží v Mülheimu. Provoz zajišťují vozidla Stadtbahnwagen B spolu s vozy P86 a P89, které původně jezdily v londýnském systému Docklands Light Railway. Dále ve městě jezdí také sedm úzkorozchodných tramvajových linek. Kompletní obnovu vozového parku vysokopodlažních vozidel umožní nákup 51 souprav od španělského výrobce CAF.

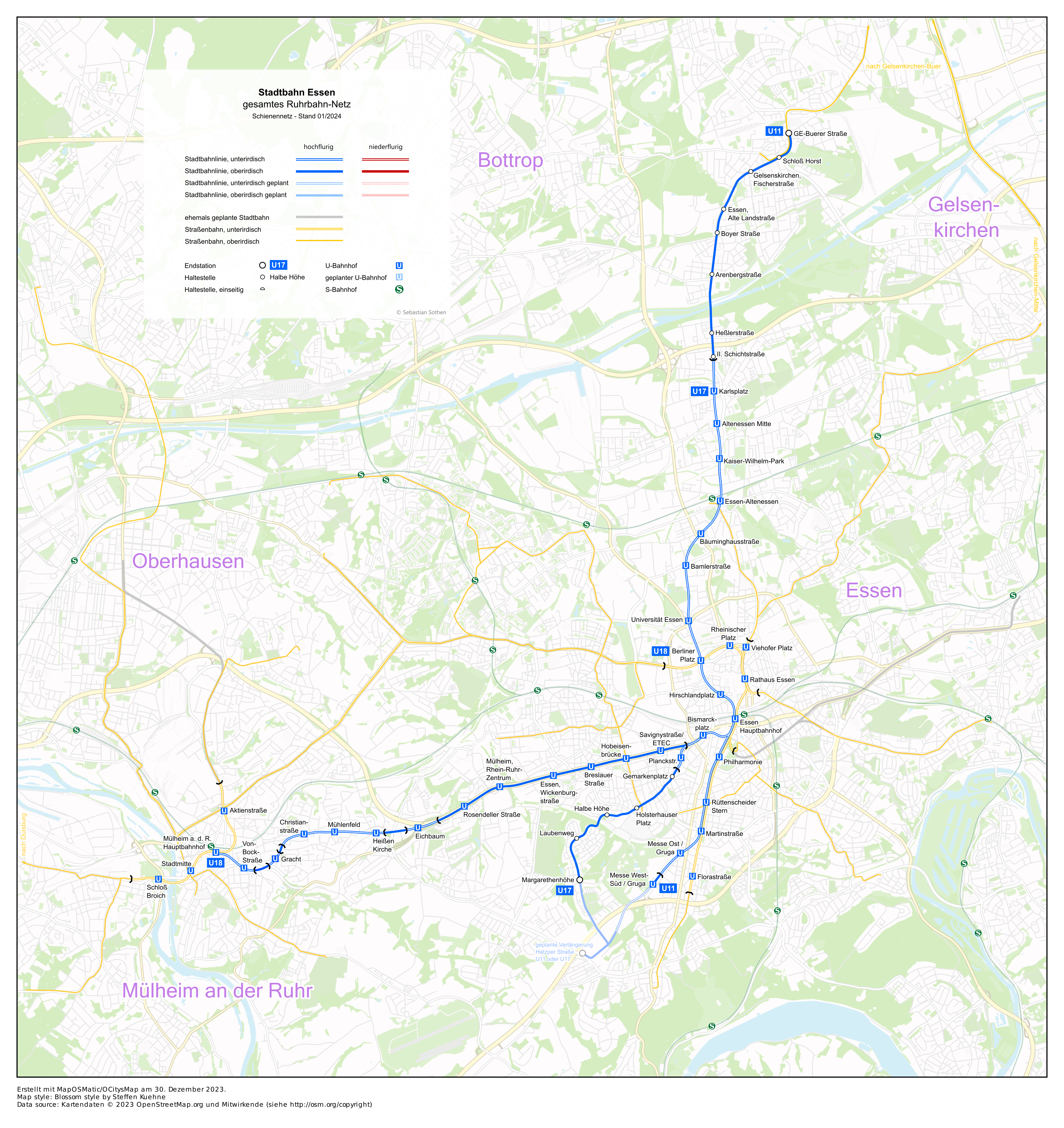
Síť městské dráhy (modrá) a tramvají (žlutá)
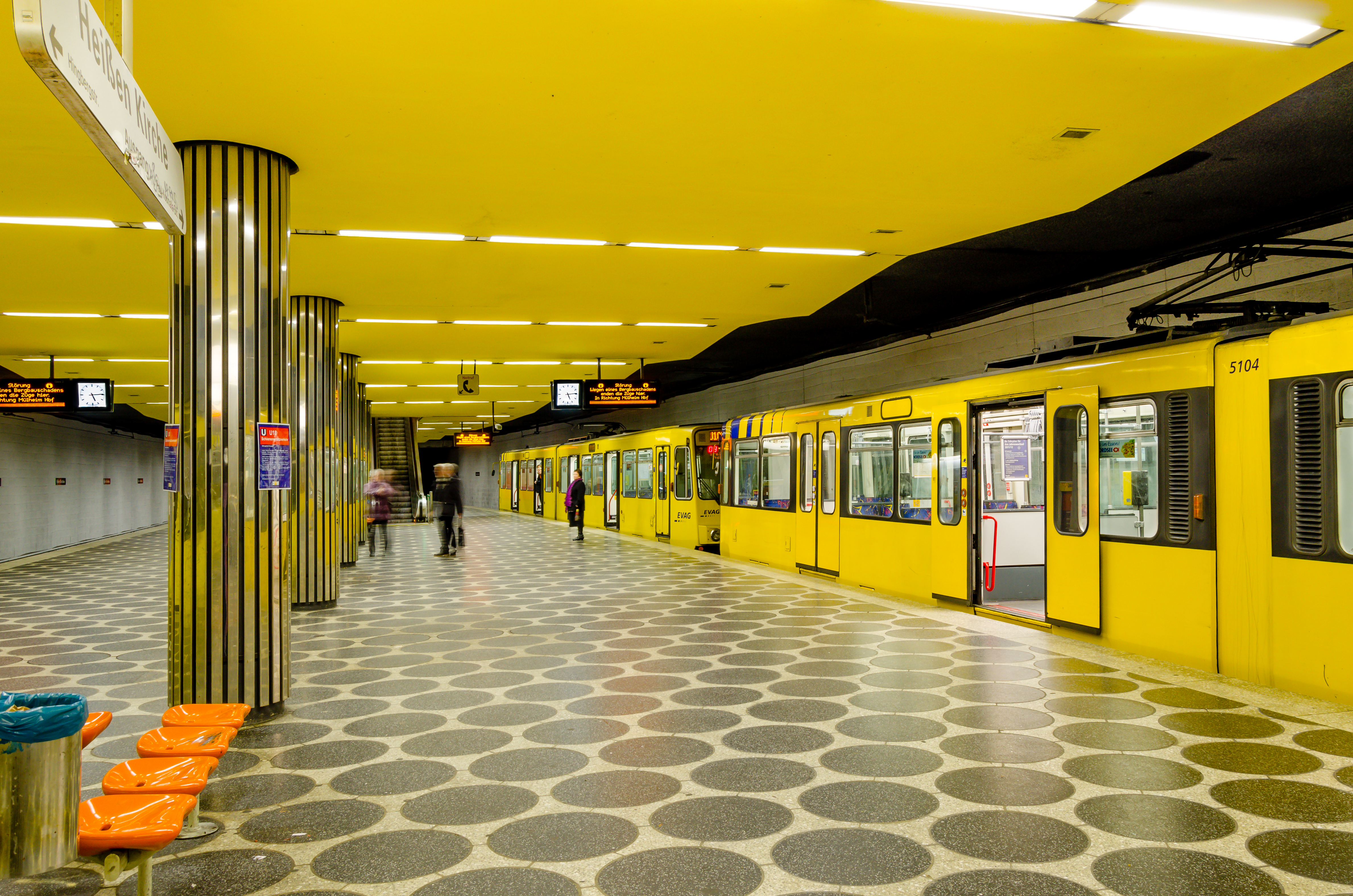
Stanice Heißen Kirche
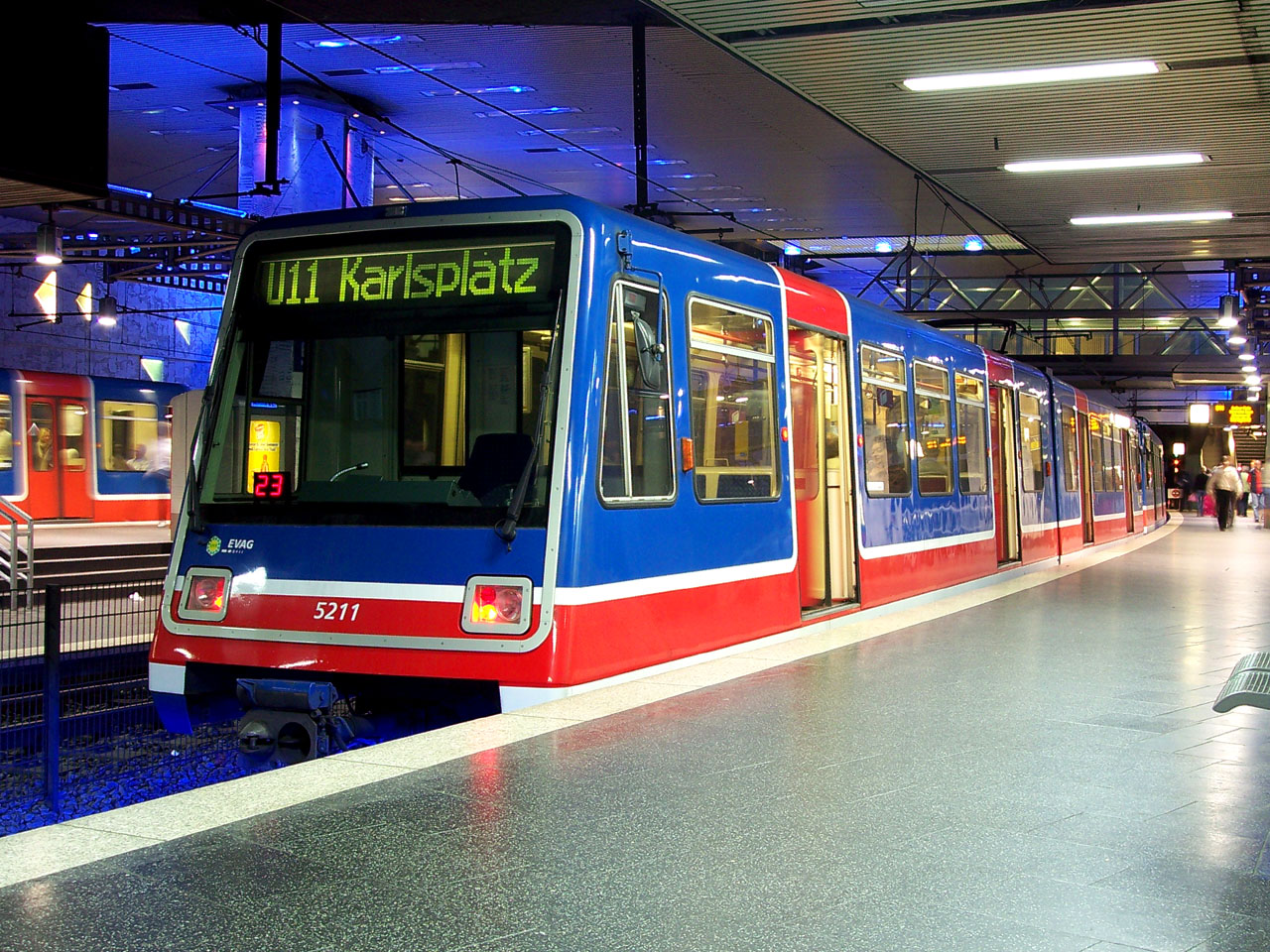
Souprava vozů P86 z londýnské DLR
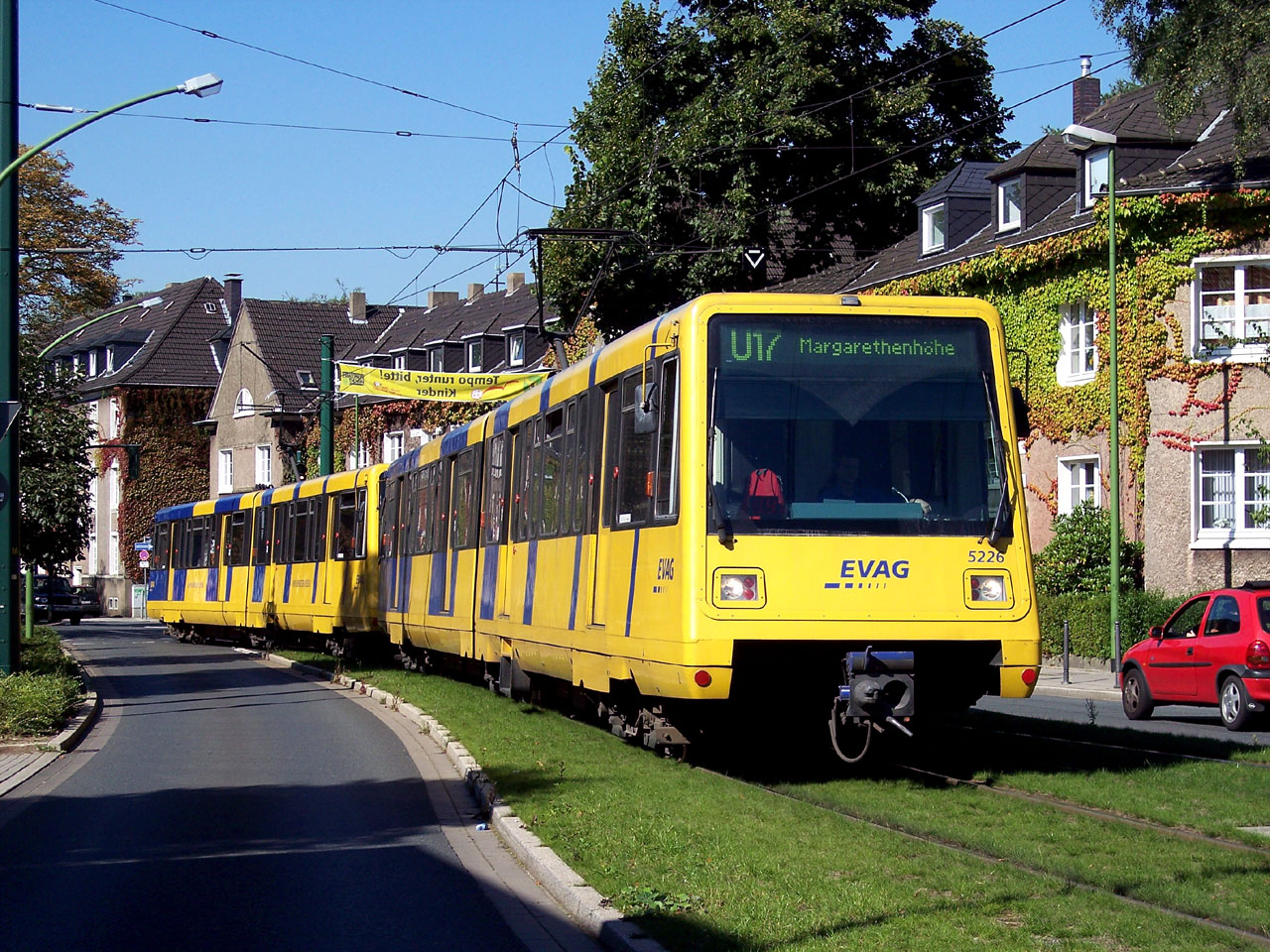
Souprava vozů P89 v Margarethenhöhe
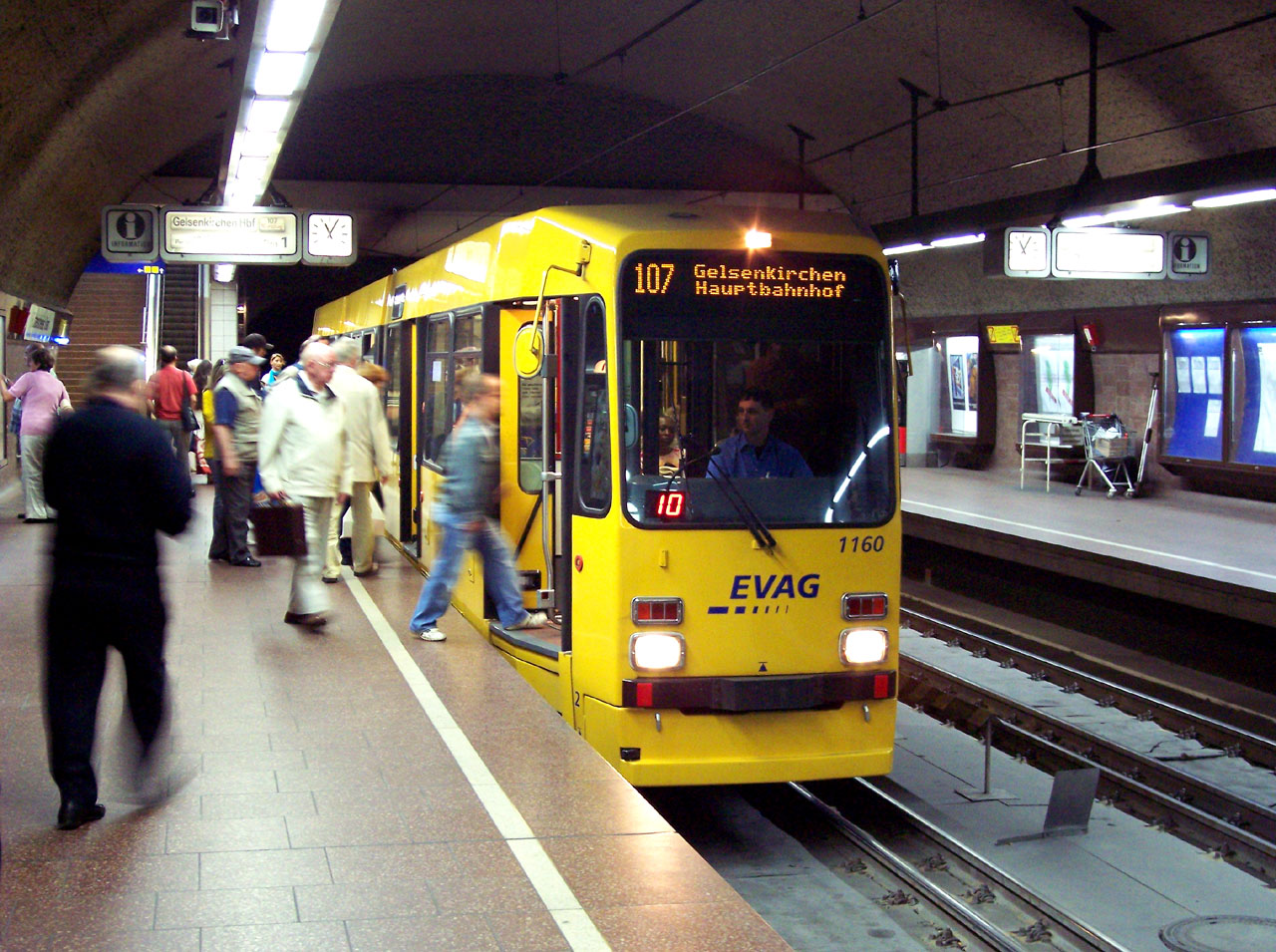
Tramvaj u vysokého nástupiště
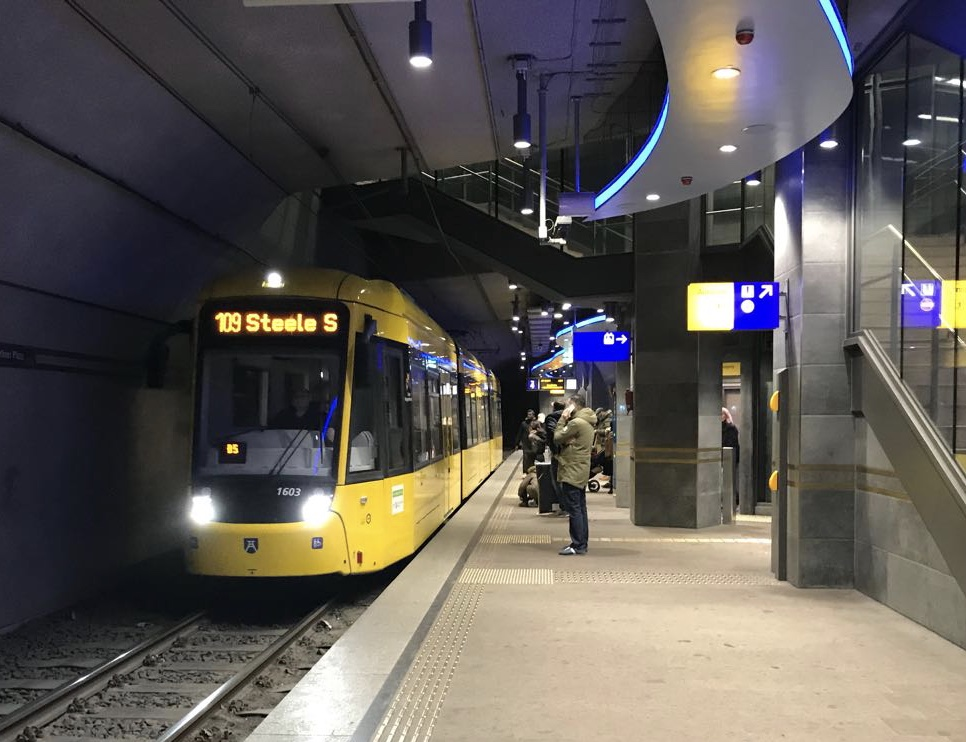
Tramvaj typu NF2 ve stanici Berliner Platz

### Mülheim an der Ruhr a Oberhausen
První a poslední linka městské dráhy (U18) na území města Mülheim an der Ruhr byla otevřena v roce 1977. Její plánované prodloužení ze stanice Hauptbahnhof do Duisburgu nebylo z finančních a politických důvodů nikdy realizováno. Na ostatních linkách zůstaly v provozu klasické úzkorozchodné tramvaje, včetně dvou meziměstských tratí do sousedních měst Essen a Oberhausen. Výjimkou je pouze linka 901 vedoucí do Duisburgu, která je provozována na normálním rozchodu.

Tramvajová síť
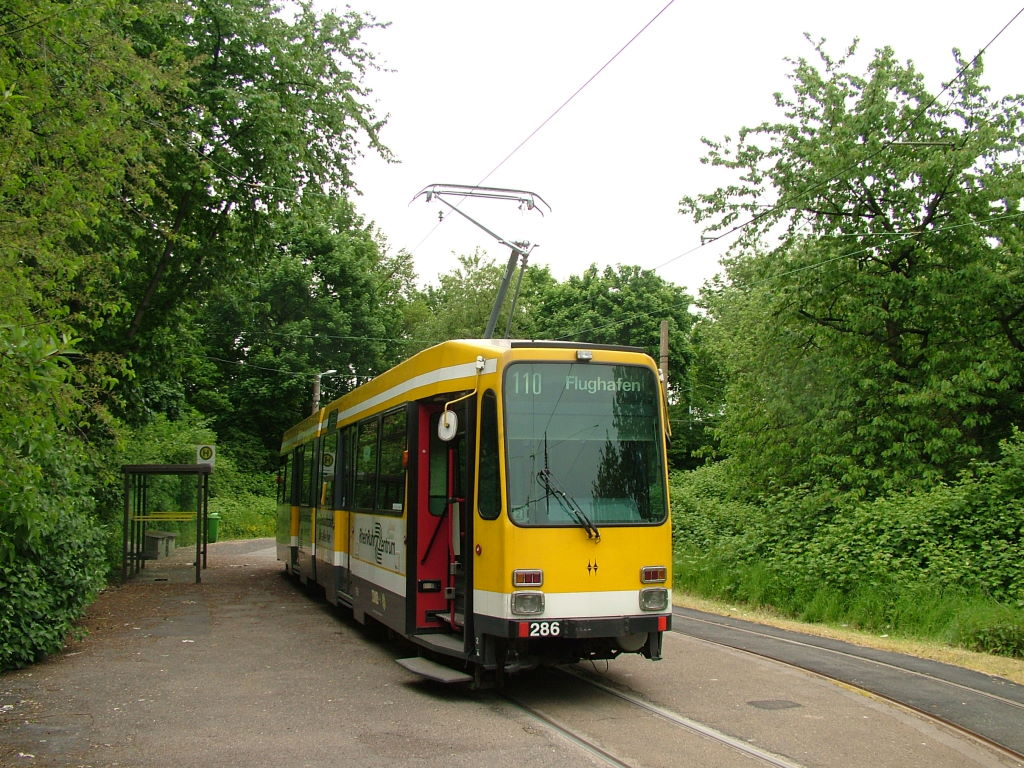
Konečná linky 110
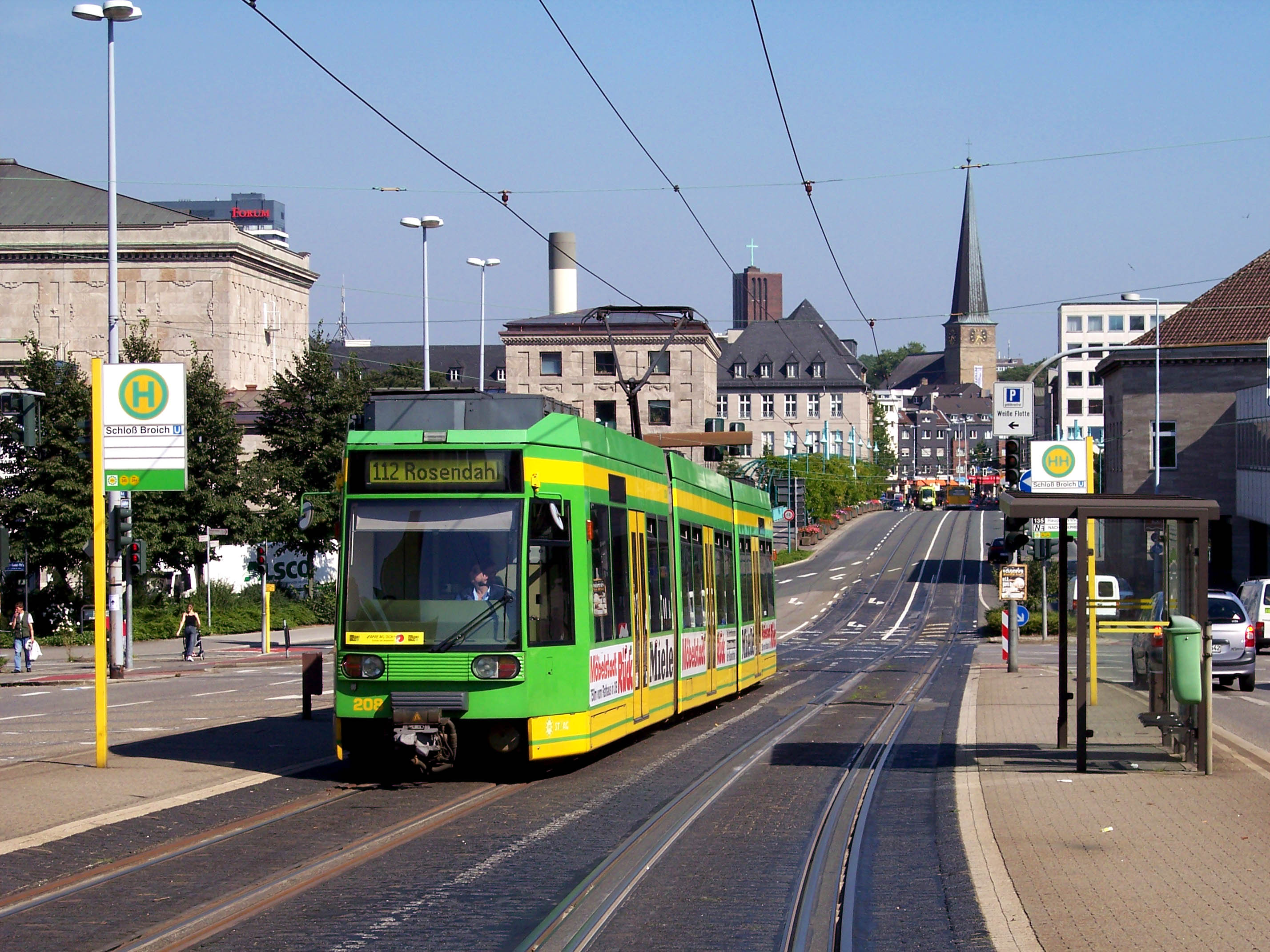
Tramvaj MGT6D v zastávce Schloß Broich
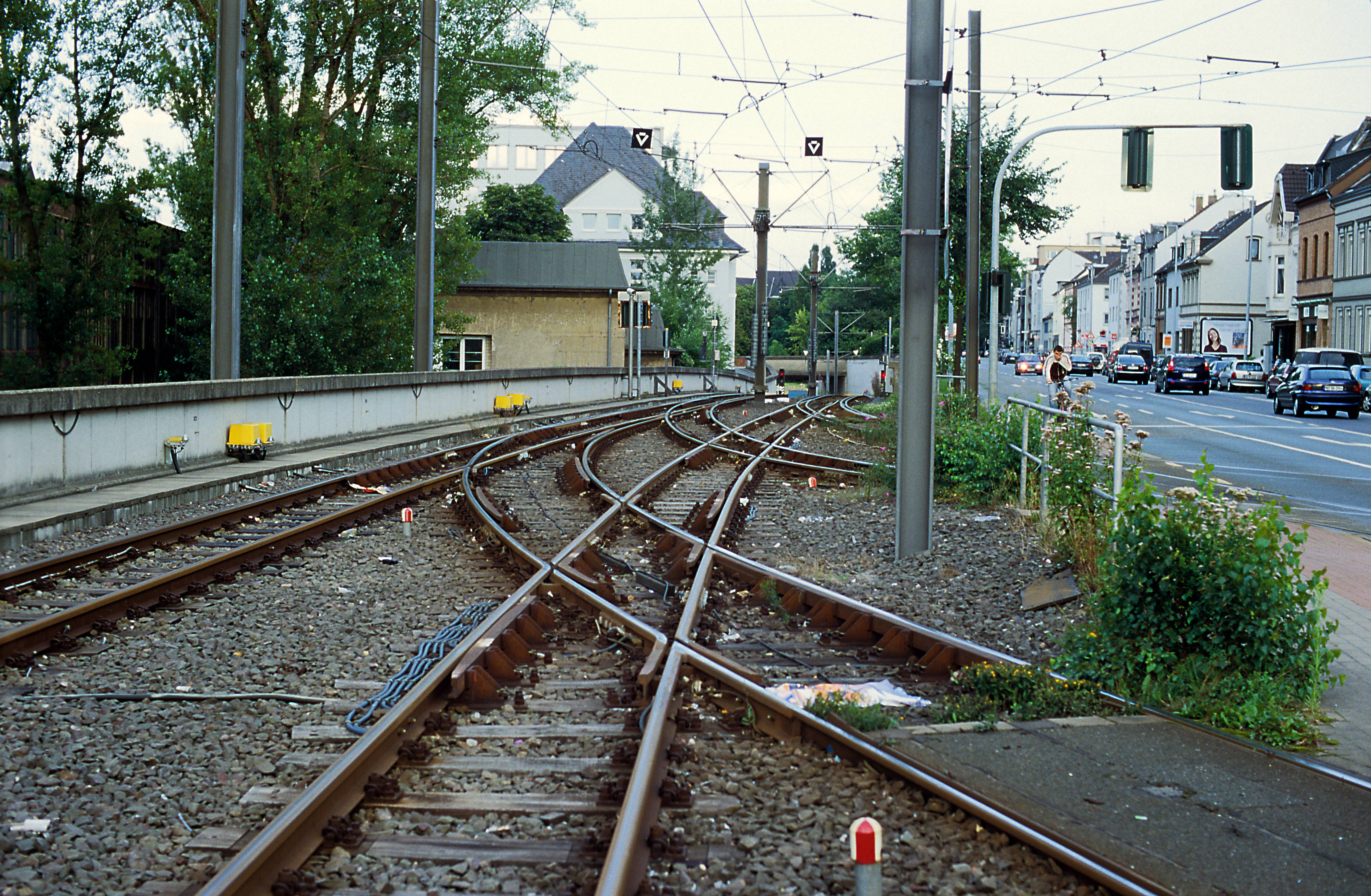
Kolejové splítky v Mülheimu
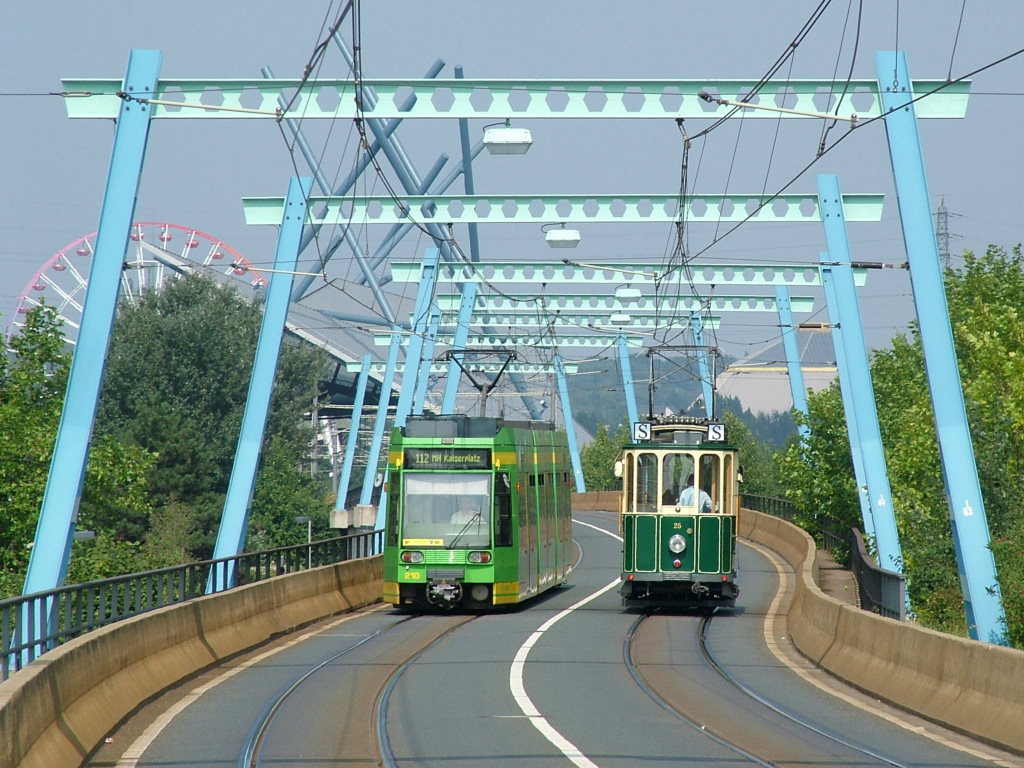
Historická a moderní tramvaj
Schéma tratí v centru Mülheimu

## Linkové vedení
Linky městské dráhy jsou označeny písmenem U a dvojciferným číslem, které také určuje oblast, ve které příslušná linka jezdí. V mnoha případech označení pochází z číslování původních tramvajových linek, které byly městskou dráhou nahrazeny. Tramvajové linky jsou označeny tříciferným číslem a příslušnou oblast určuje první číslice.
| Linka                                               | Trasa | Vozidla        | Poznámka          |
| --------------------------------------------------- | --- | -------------- | ----------------- |
| Oblast 1: Gelsenkirchen, Essen a Mülheim            | |                |                   |
| U11                                                 | Gelsenkirchen-Buerer Strasse – Essen Berliner Platz – Essen Hauptbahnhof – Essen Messe West-Süd/Gruga                                                                    | Vysokopodlažní | Meziměstská linka |
| U17                                                 | Essen Karlsplatz – Essen Berliner Platz – Essen Hauptbahnhof – Essen Margarethenhöhe                                                                                     | Vysokopodlažní |                   |
| U18                                                 | Essen Berliner Platz – Essen Hauptbahnhof – Mülheim Hauptbahnhof | Vysokopodlažní | Meziměstská linka |
| Oblast 3: Bochum a Herne                            | |                |                   |
| U35                                                 | Bochum Hustadt – Bochum Hauptbahnhof – Herne Schloß Strünkede | Vysokopodlažní | Meziměstská linka |
| Oblast 4: Dortmund                                  | |                |                   |
| U41                                                 | Dortmund Clarenberg – Stadtgarten – Kampstraße – Brambauer Verkehrshof                                                                                                   | Vysokopodlažní | Meziměstská linka |
| U42                                                 | Dortmund Grotenbachstraße – Stadtgarten – Reinoldikirche – Dortmund Grevel                                                                                               | Vysokopodlažní |                   |
| U43                                                 | Dortmund Dorstfeld Betriebshof – Kampstraße – Reinoldikirche – Dortmund Wickede                                                                                          | Nízkopodlažní  |                   |
| U44                                                 | Dortmund Walbertstraße – Kampstraße – Reinoldikirche – Dortmund Westfalenhütte                                                                                           | Nízkopodlažní  |                   |
| U45                                                 | Dortmund Westfalenhallen – Stadtgarten – Kampstraße – Dortmund Hauptbahnhof                                                                                              | Vysokopodlažní |                   |
| U46                                                 | Dortmund Westfalenhallen – Stadtgarten – Reinoldikirche – Dortmund Brunnenstraße                                                                                         | Vysokopodlažní |                   |
| U47                                                 | Dortmund Aplerbeck – Stadtgarten – Kampstraße – Dortmund Westerfilde | Vysokopodlažní |                   |
| U49                                                 | Dortmund Hacheney – Stadtgarten – Kampstraße – Dortmund Hafen | Vysokopodlažní |                   |
| Oblast 7 a 8: Düsseldorf, Neuss, Duisburg a Krefeld | |                |                   |
| U70                                                 | Düsseldorf Hauptbahnhof – Heinrich-Heine-Allee – Lörick – Krefeld Rheinstraße                                                                                            | Vysokopodlažní | Meziměstská linka |
| U71                                                 | Düsseldorf Rath – Wehrhahn – Heinrich-Heine-Allee – Bilk – Holthausen – Düsseldorf Benrath, Betriebshof                                                                  | Nízkopodlažní  |                   |
| U72                                                 | Ratingen Mitte – Wehrhahn – Heinrich-Heine-Allee – Bilk – Düsseldorf Hellriegelstraße                                                                                    | Nízkopodlažní  | Meziměstská linka |
| U73                                                 | Düsseldorf Gerresheim – Wehrhahn – Heinrich-Heine-Allee – Bilk – Düsseldorf Universität Ost / Botanischer Garten                                                         | Nízkopodlažní  |                   |
| U74                                                 | Düsseldorf Holthausen – Düsseldorf Hauptbahnhof – Heinrich-Heine-Allee – Lörick – Meerbusch Görgesheide                                                                  | Vysokopodlažní | Meziměstská linka |
| U75                                                 | Düsseldorf Eller – Düsseldorf Hauptbahnhof – Heinrich-Heine-Allee – Nikolaus-Knopp-Platz – Neuss Hauptbahnhof                                                            | Vysokopodlažní | Meziměstská linka |
| U76                                                 | Düsseldorf Handelszentrum/Moskauer Straße – Düsseldorf Hauptbahnhof – Heinrich-Heine-Allee – Lörick – Krefeld Rheinstraße                                                | Vysokopodlažní | Meziměstská linka |
| U77                                                 | Düsseldorf Holthausen – Düsseldorf Hauptbahnhof – Heinrich-Heine-Allee – Düsseldorf Am Seestern                                                                          | Vysokopodlažní |                   |
| U78                                                 | Düsseldorf Hauptbahnhof – Heinrich-Heine-Allee – Freiligrathplatz – Düsseldorf Merkur Spiel-Arena/Messe Nord                                                             | Vysokopodlažní |                   |
| U79                                                 | Düsseldorf Universität Ost / Botanischer Garten – Düsseldorf Hauptbahnhof – Heinrich-Heine-Allee – Freiligrathplatz – Duisburg Hauptbahnhof – Duisburg Meiderich-Bahnhof | Vysokopodlažní | Meziměstská linka |
| U83                                                 | Düsseldorf Gerresheim, Krankenhaus – Wehrhahn – Heinrich-Heine-Allee – Bilk – Holthausen – Düsseldorf Benrath, Betriebshof                                               | Nízkopodlažní  |                   |